# Gundershoffen
Gundershoffen est une commune française située dans la circonscription administrative du Bas-Rhin et, depuis le 1er janvier 2021, dans le territoire de la Collectivité européenne d'Alsace, en région Grand Est.
En 1973, les élus de Griesbach, d’Eberbach et de Gundershoffen avaient décidé d’unir les destinées des 3 villages pour en faire une seule Commune. Depuis 2020, la devise du nouveau village est « Mitnànder wàchse » ou « Grandir ensemble ». le jubilé d’or de la fusion se concrétise en septembre 2023.
Ses habitants sont appelés les Gundershoffenois et les Gundershoffenoises.
Cette commune se trouve dans la région historique et culturelle d'Alsace.

## Géographie

### Localisation
Commune située à 3,3 km de Reichshoffen, 5,8 de Niederbronn-les-Bains, 9,5 de Durrenbach, 16,9 de Haguenau et 43,6 de Strasbourg.
Située au pied du Parc naturel régional des Vosges du Nord, elle est associée au syndicat du Parc depuis 2021. Elle devra statuer sur son adhésion ou non en tant que membre (convention cadre de partenariat avec le Parc naturel régional des Vosges du Nord d’une durée de 6 ans),,.

### Écarts et lieux-dits

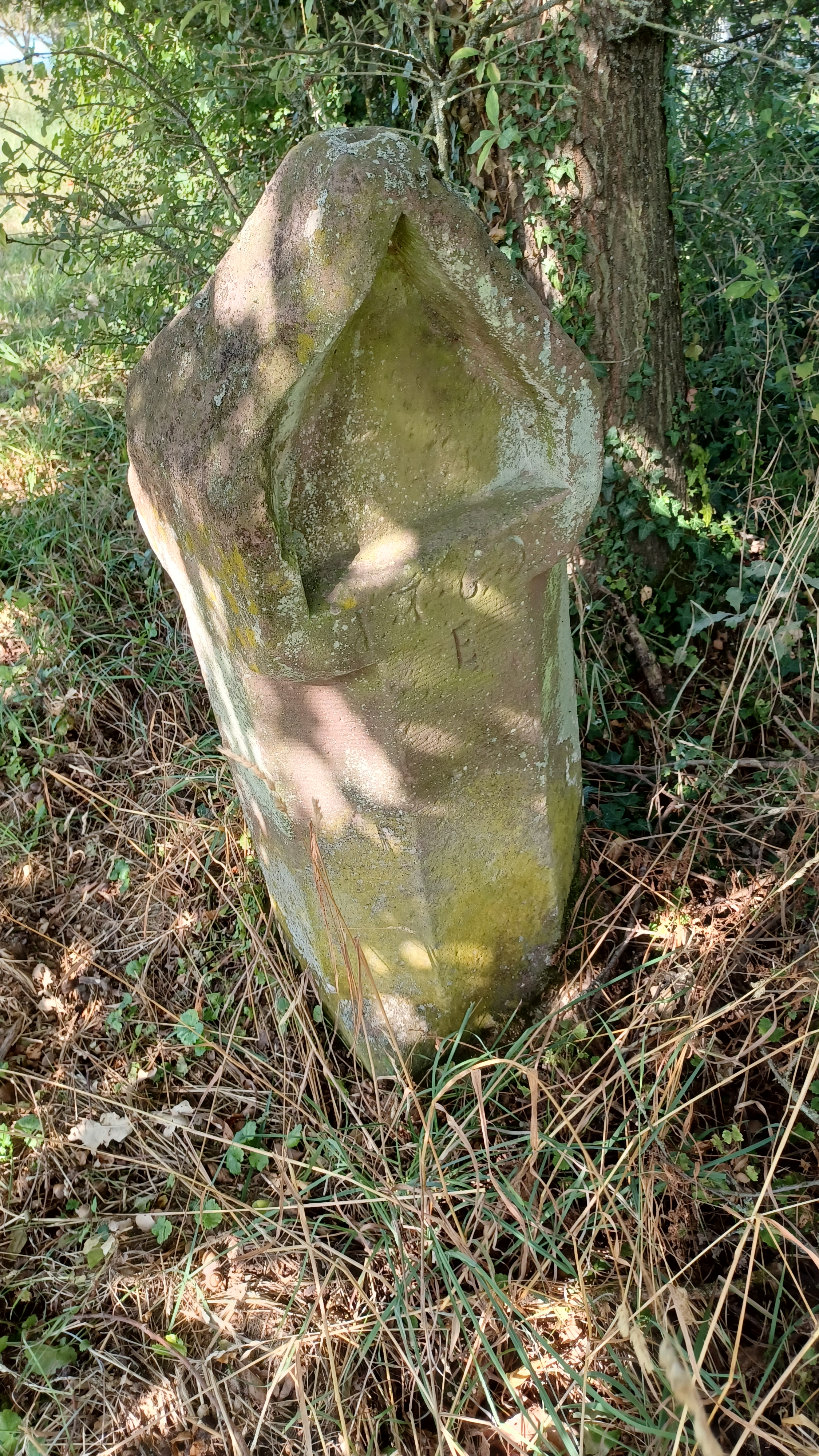
Borne identification Communes.

- Griesbach (commune associée depuis le 1er septembre 1973)
- Eberbach près Wœrth, abrégé officiellement en Eberbach-Wœrth

(commune associée depuis le 1er septembre 1973),
- Ingelshof (lieu-dit aussi appelé Hoellenhof par les anciens)[8].

Le hameau de ingelshof, connu pour son haras du Lerchenberg,
- Lauterbacherhof. Une vieille chapelle était érigée sur le ban du Lauterbacherhof[10],
- Schirlenhof, village associé et lieu des premiers échanges de coup de feu de la Guerre franco-allemande de 1870.

### Géologie et relief
La commune se compose de 1 130,90 hectares de territoires agricoles (64,55 %), 392,24 hectares de forêts et milieux semi-naturels (22,39 %) et 228,86 hectares de territoires artificialisés (13,06 %).
Hydrogéologie et climatologie : Système d’information pour la gestion de l’Aquifère rhénan, par le BRGM :
Territoire communal : Occupation du sol (Corinne Land Cover); Cours d'eau (BD Carthage),
Géologie : Carte géologique; Coupes géologiques et techniques,
 Hydrogéologie : Masses d'eau souterraine; BD Lisa; Cartes piézométriques.
Gundershoffen, avec ses deux hameaux et ses communes associées, se situe dans le bassin de la Zinsel du Nord, dans le secteur des collines qui s'appuient sur le massif des Vosges du Nord.
Le site de la commune s’est formé à la suite de l'effondrement du fossé rhénan.
En France, les principaux gisements de sel, formés au Trias (II) et à l'Oligocène (III), correspondent aux bassins salifères des régions Lorraine-Champagne et Alsace.
« Gundershoffen constitue un pôle urbain moyen. Le noyau historique de Gundershoffen a une forme compacte qui correspond à la typologie du village-tas.
Le village s'est développé à l’ouest de la Falkensteinerbach. À la fin du XIVe siècle les extensions linéaires spontanées se développent le long des voies et chemins existants et en direction de la gare.
Les extensions linéaires menant vers l'usine De Dietrich située à Niederbronn-les-Bains franchissent les limites communales et commencent à créer la conurbation entre Reichshoffen et Gundershoffen dès la fin du XIVe siècle.
Le centre du village a été détruit en grande partie au cours de la Seconde Guerre mondiale. Le développement urbain s'est fait, à partir des années 1960, au travers d'opérations successives de lotissements ».
Le volcanisme précoce de Gundershoffen.
La forêt appelée Grosser Wald  a une superficie d'environ 285 hectares.

#### Protection de l'environnement
Espaces naturels :
- Cinq zones naturelles d'intérêt écologique, faunistique et floristique (Znieff) :

Paysage de collines avec vergers du Pays de Hanau,
Massif forestier de Haguenau et ensembles de landes et prairies en lisière,
Vallée de la Zinsel du Nord à Gumbrechtshoffen,
Prés-vergers à Gundershoffen,
Prés-vergers à Mertzwiller.
L'abolition des privilèges, dans la Nuit du 4 août 1789 par l'Assemblée nationale constituante a été illustrée à Gundershofen par la plantation du platane, à la jonction de la Grand'rue et de la rue de Griesbach, le 19 octobre 1789.
Par l'obtention de 3 libellules, la commune a obtenu la distinction "Commune Nature", signe de l'engagement pour l'environnement  le 23 novembre 2021.
Les jardins partagés, entretenus et plantés par l’association l’Herbe folle de Griesbach.
Depuis le 7 novembre 2016, les communes de Gundershoffen et Uttenhoffen sont raccordées à la station d’épuration intercommunale du Syndicat Intercommunal de Collecte et de Traitement des Eaux Usées (SICTEU) de Mietesheim.
Le Pôle d'équilibre territorial et rural (PETR) de l'Alsace du Nord, composé de la communauté d'agglomération de Haguenau et de cinq Communauté de communes dont celle de Niederbronn-les-Bains, dont est membre Gundershoffen, a approuvé le Plan climat-air-énergie territorial (PCAET).

### Sismicité
- Zone 3 de sismicité modérée[26].

### Hydrographie et eaux souterraines

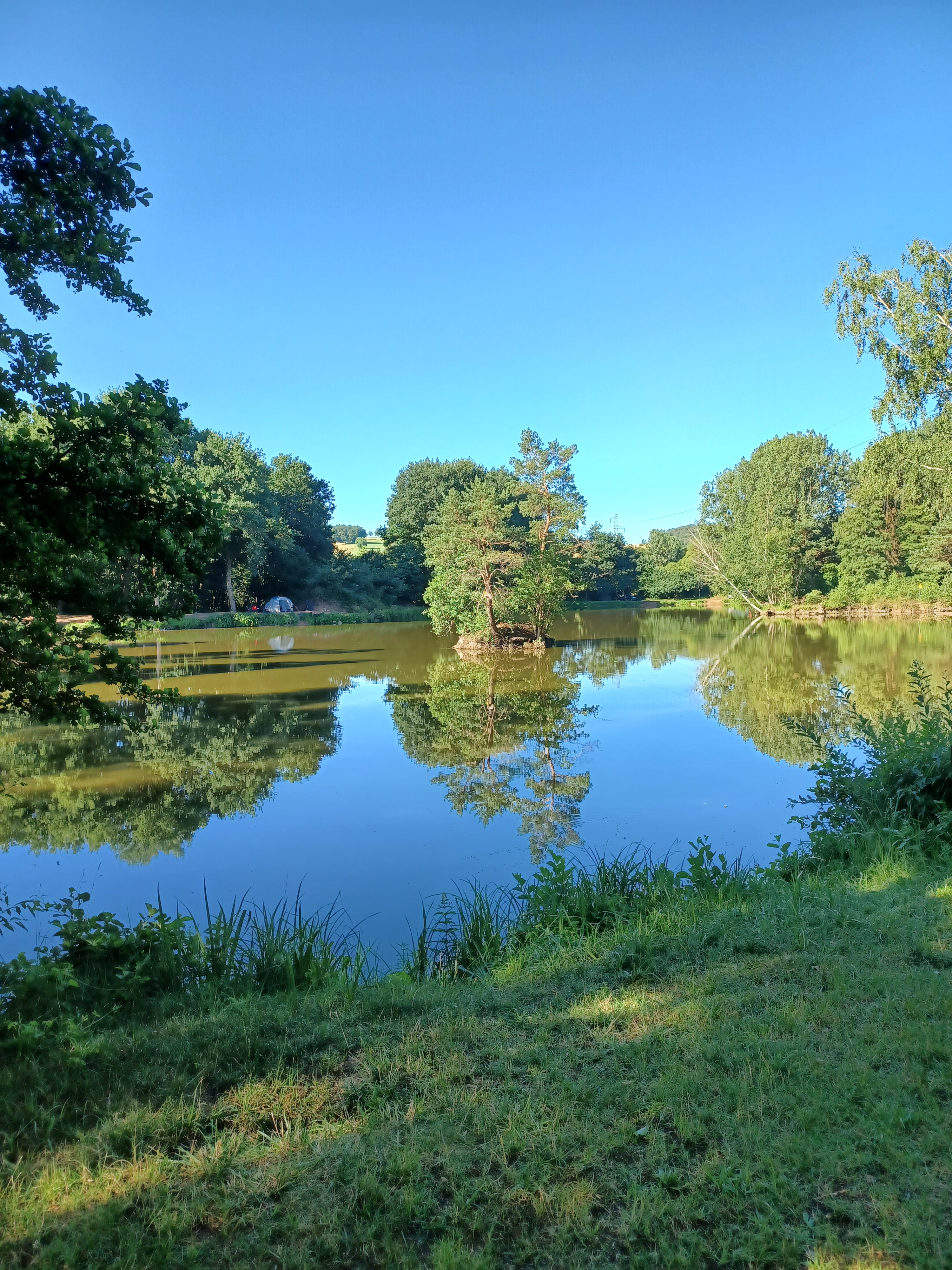
Étang de pêche la Hardt.
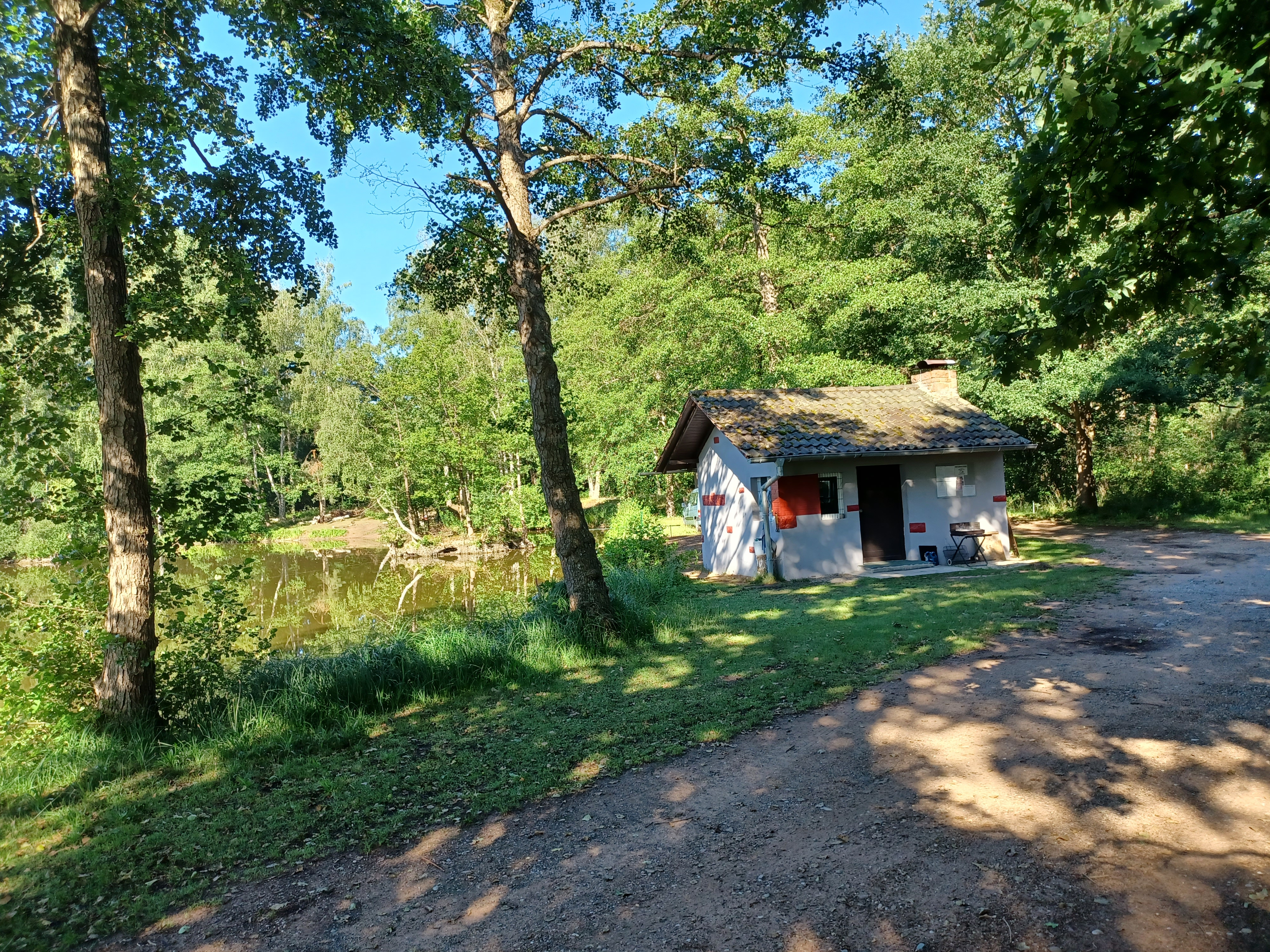
Étang de pêche la Hardt.
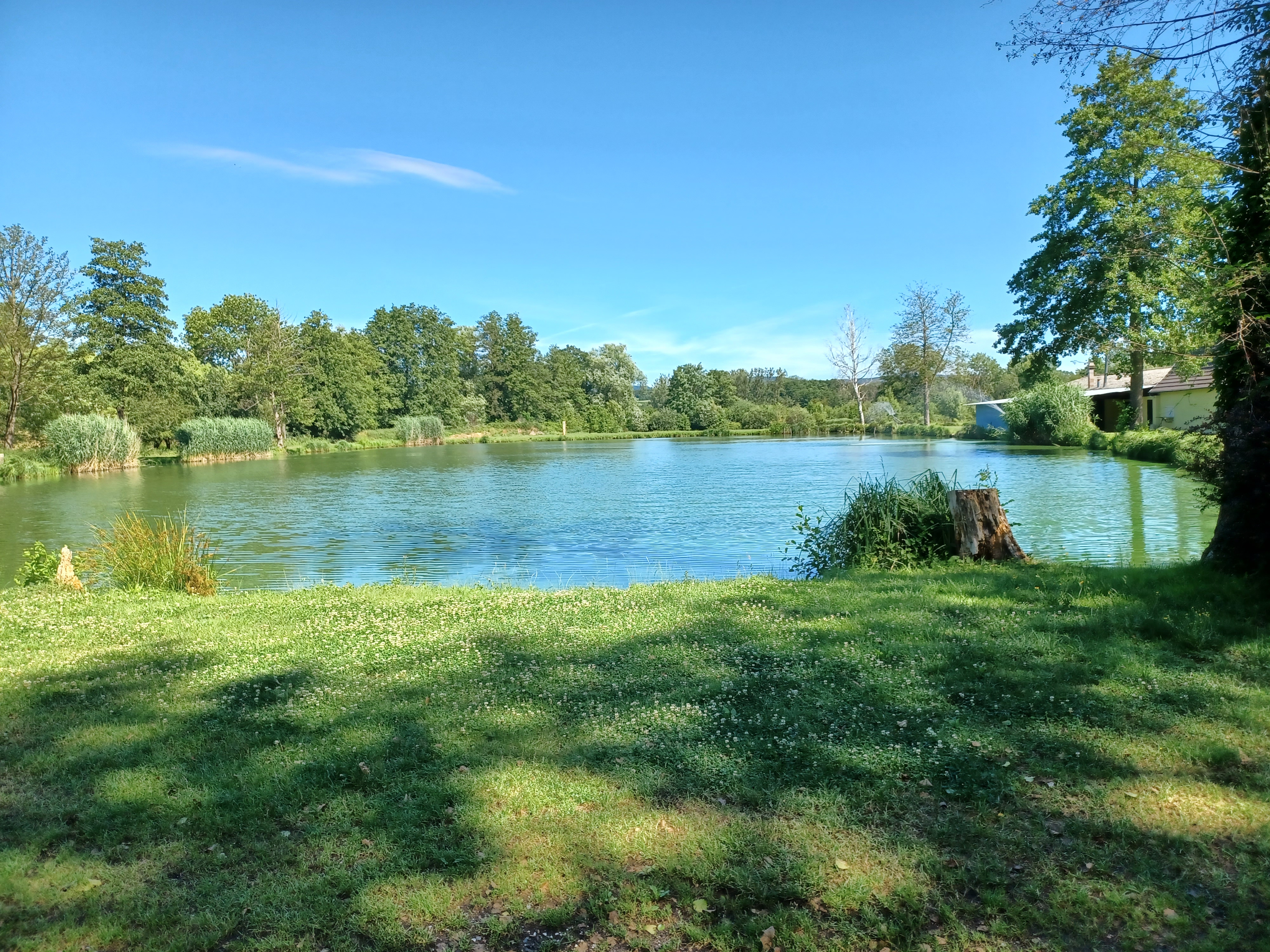
Étangs de pêche de la Breimatt.
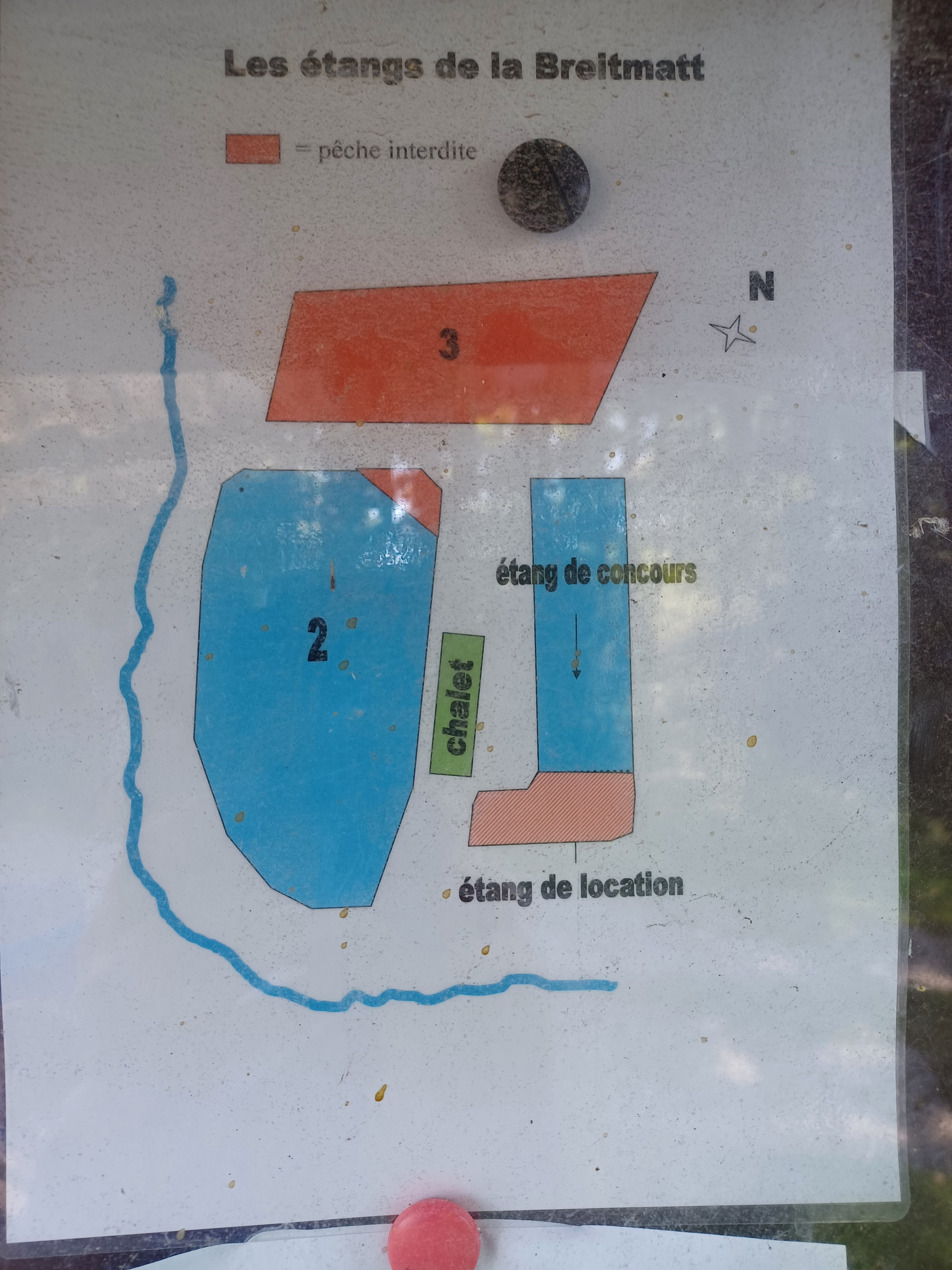

Cours d'eau traversant la commune et leurs affluents :

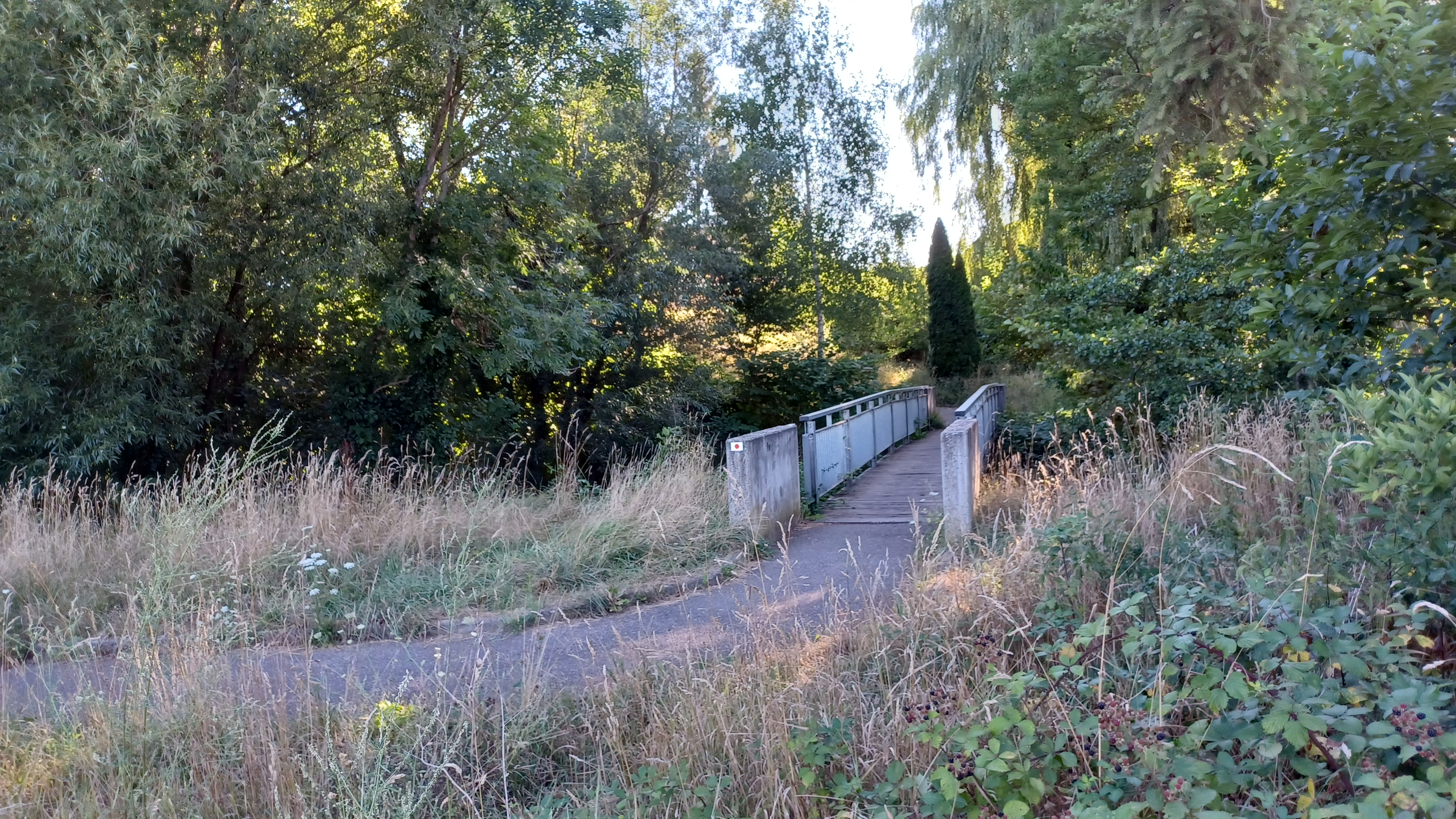
Passage sur le Falkensteinbach piste mixte piétons/cycles

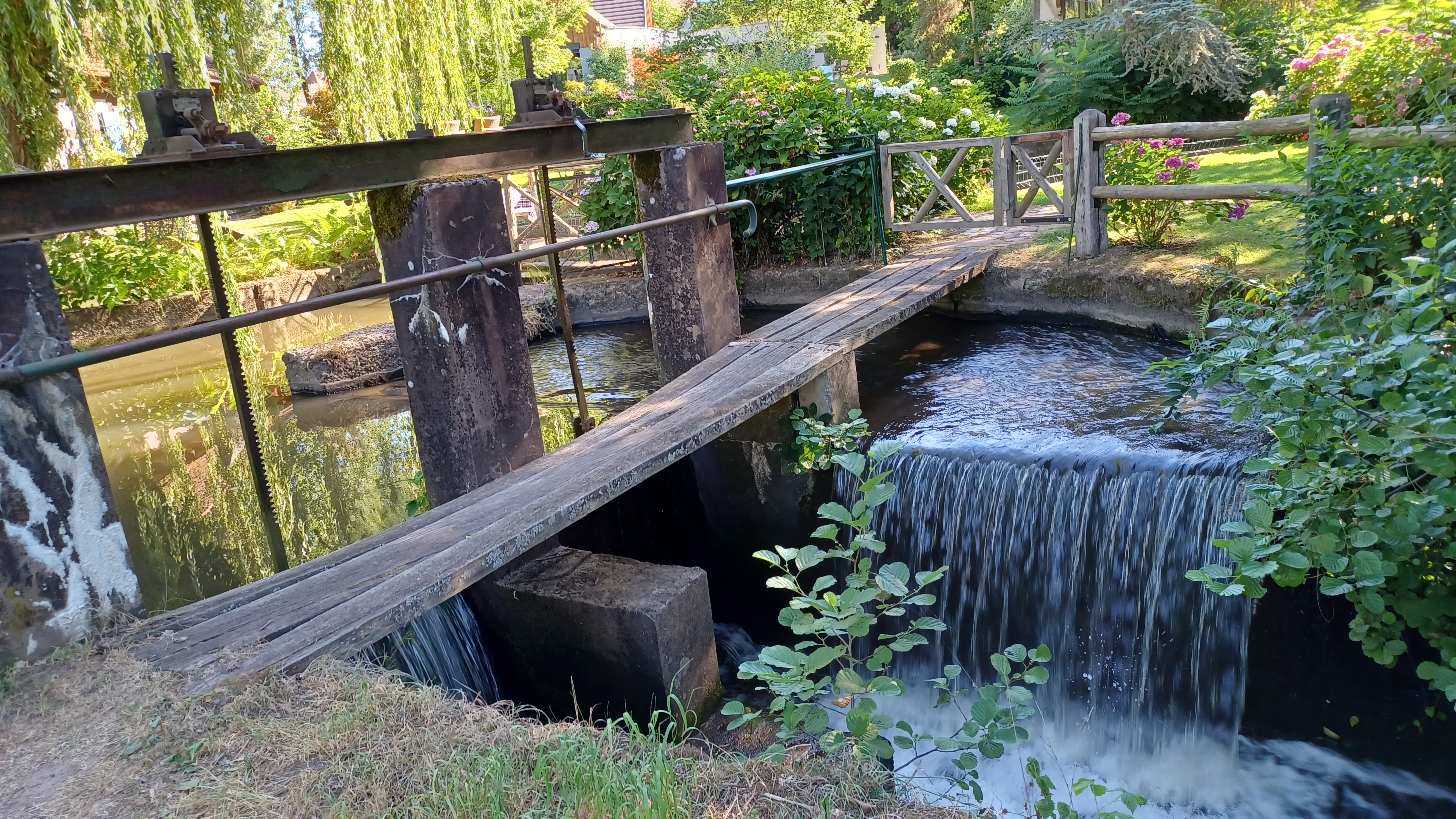
Martelière sur le Falkensteinbach. Vanne du canal de dérivation.

- ruisseaux
  - le Falkensteinerbach[28], mentionné en 1756 "Falkenbergerbach", qui croise les deux moulin, le moulin supérieur construit en 1693 et le moulin inférieur qui date de 1724. Écologie : Le Falkensteinerbach a une station qualité implantée à Gundershoffen,
  - le Lorsgraben qui rejoint le Falkensteinteinerbach au niveau du monument de 1870,
  - l'Eberbach qui prend sa source à Reichshoffen,
  - le Dorfgraben ou l'Eberbächele,
  - le Klamm,
  - le Schwarzbach (affluent du Zinsel du Nord),
  - le Gimbelsbrunnen,
  - le Schliederbach[29],
  - la Lauterbach,
  - et le Lorsgraben ;
- étangs :
  - de pêche de la Breitmatt et de la Hardt[30]. Le prochain concours de pêche de la carpe au coup en américain[31] 2 x 4 h est prévu le 11 septembre 2022.
  - "Point d'eau naturel ou artificiel (PENA) réserve d'incendie". Réserve d'eau bassin no 27 créée dans les années 1950-1960.

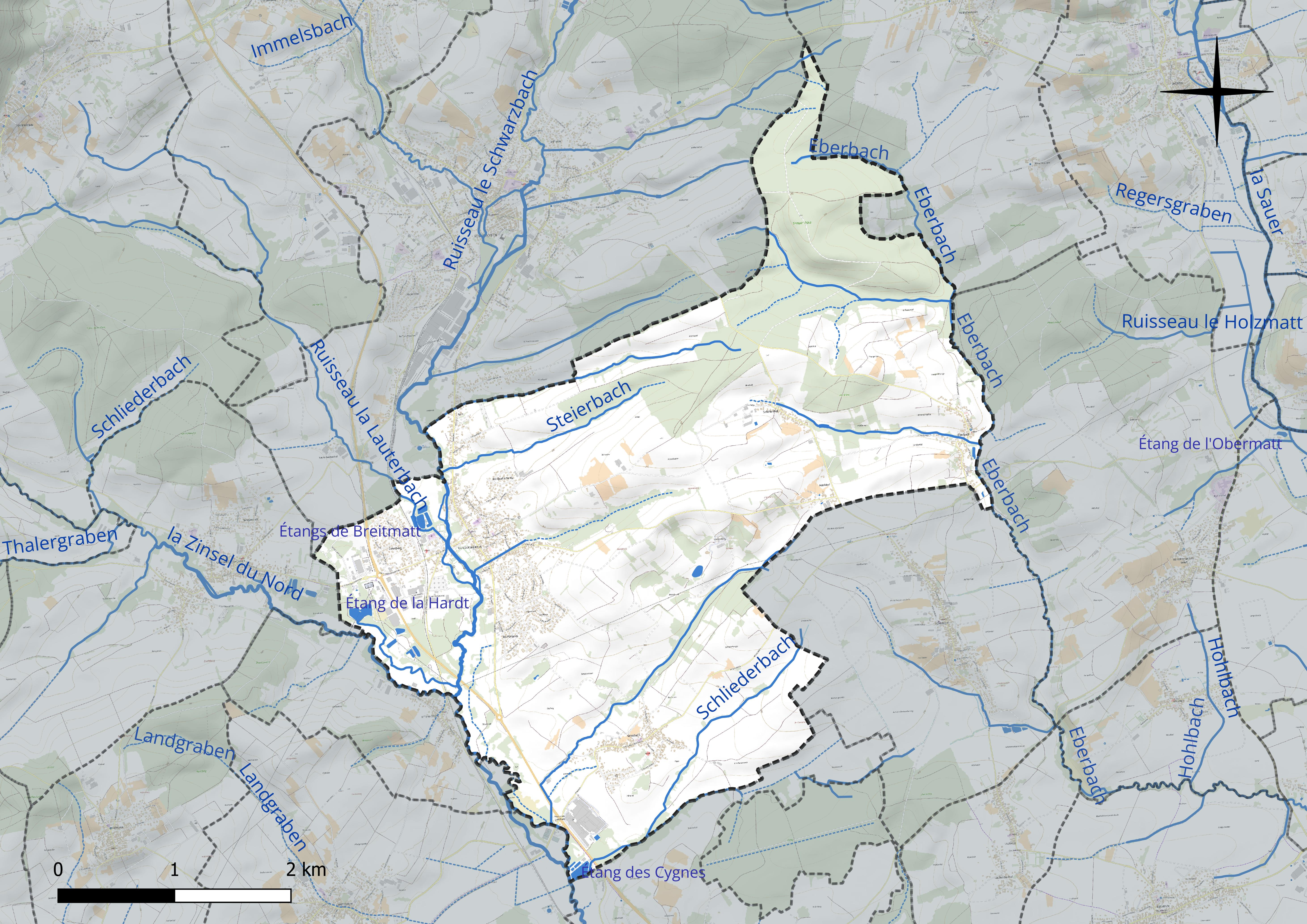
Réseau hydrographique de Gundershoffen.

### Climat
Pour des articles plus généraux, voir Climat du Grand Est et Climat du Bas-Rhin.
En 2010, le climat de la commune est de type climat des marges montargnardes, selon une étude du Centre national de la recherche scientifique s'appuyant sur une série de données couvrant la période 1971-2000. En 2020, Météo-France publie une typologie des climats de la France métropolitaine dans laquelle la commune est exposée à un climat semi-continental et est dans la région climatique  Vosges, caractérisée par une pluviométrie très élevée (1 500 à 2 000 mm/an) en toutes saisons et un hiver rude (moins de 1 °C).
Pour la période 1971-2000, la température annuelle moyenne est de 10,5 °C, avec une amplitude thermique annuelle de 17,6 °C. Le cumul annuel moyen de précipitations est de 864 mm, avec 11,4 jours de précipitations en janvier et 10,4 jours en juillet. Pour la période 1991-2020, la température moyenne annuelle observée sur la station météorologique de Météo-France la plus proche, « Uhrwiller_sapc », sur la commune de Uhrwiller à 7 km à vol d'oiseau, est de 10,9 °C et le cumul annuel moyen de précipitations est de 740,0 mm. 
La température maximale relevée sur cette station est de 38,7 °C, atteinte le 7 août 2015 ; la température minimale est de −18 °C, atteinte le 20 décembre 2009,,.
Les paramètres climatiques de la commune ont été estimés pour le milieu du siècle (2041-2070) selon différents scénarios d'émission de gaz à effet de serre à partir des nouvelles projections climatiques de référence DRIAS-2020. Ils sont consultables sur un site dédié publié par Météo-France en novembre 2022.

### Voies de communications et transports
La communauté de communes est devenue Autorité organisatrice de la mobilité (AOM).
| Reichshoffen           |               | Frœschwiller        |
| Gumbrechtshoffen       | Gundershoffen | Morsbronn-les-Bains |
| Uttenhoffen Mietesheim | Mertzwiller   | Forstheim           |

#### Voies routières et cyclables

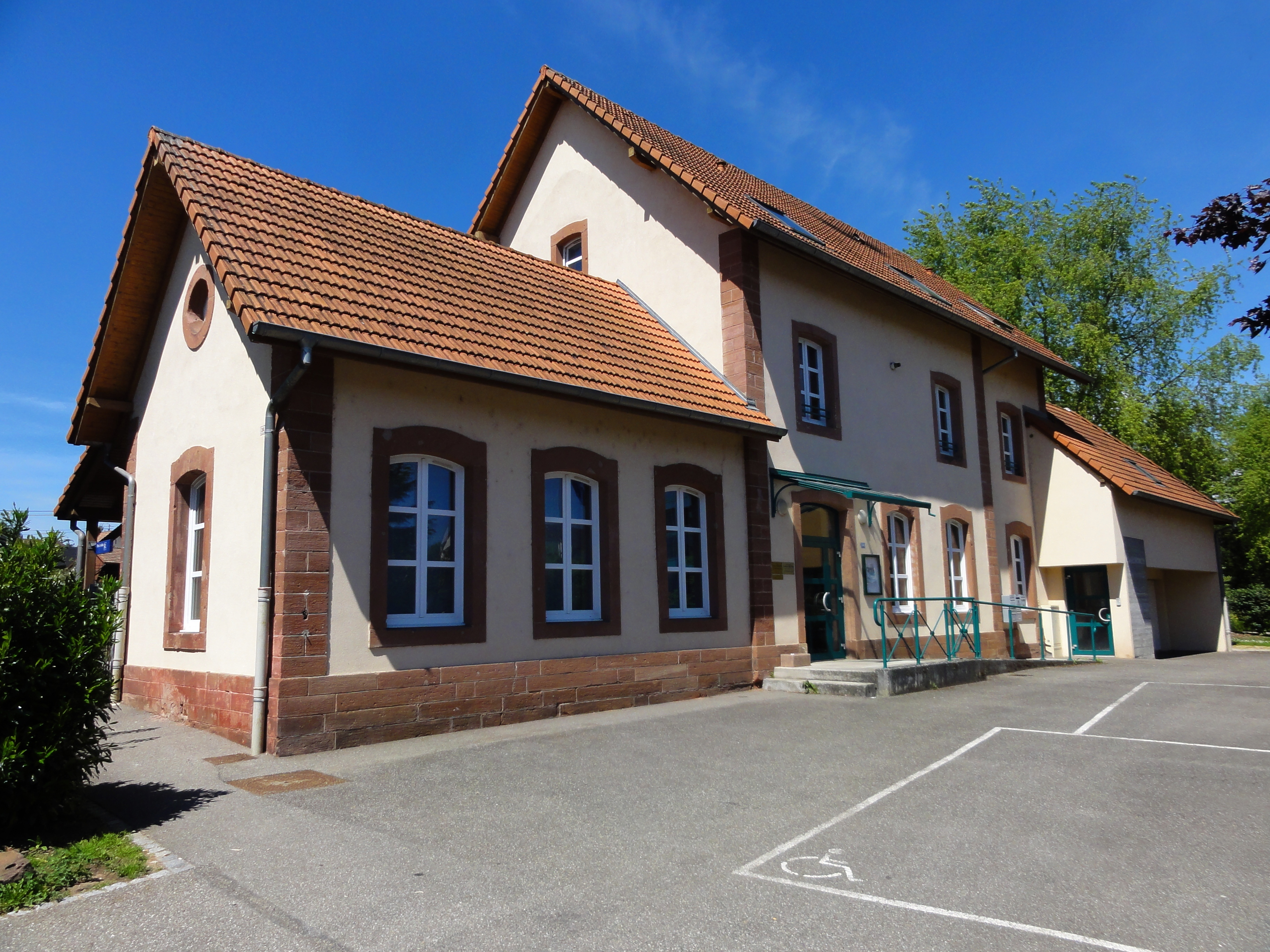
Gare de Gundershoffen.

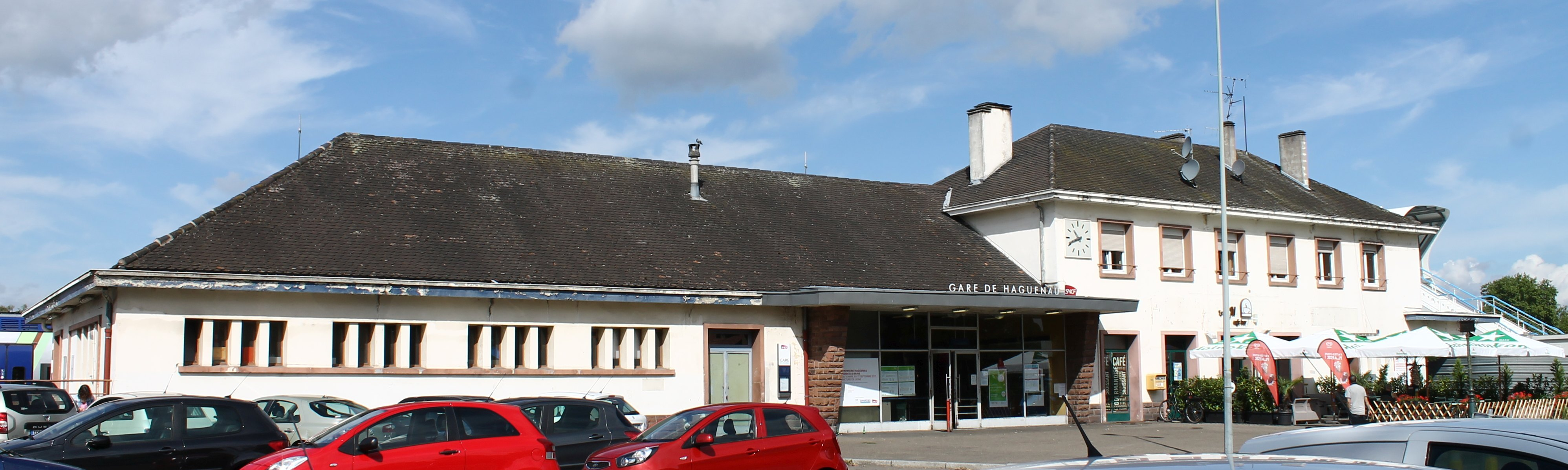
Gare de Haguenau.

- Voie verte éclairée avec candélabres équipés de détecteurs de passage s'éteignant après une minute pour la protection de la faune sauvage dans le milieu naturel.
- Itinéraires cyclables[39].
- D 1062 Haguenau > Mertzwiller > Gundershoffen[40].
- D 1062 Niederbronn-les-Bains > Gundershoffen.

Borne de recharge, rue de la Hardt sur la D 1062.

#### Transports en commun
- Transports en Alsace.
- Fluo Grand Est.
- Gare de Gundershoffen[42]. L'aménagement d'un Pôle d’échange multimodal (P.E.M.) est en cours d'étude[43].

La ligne de la SNCF,.
- TER Alsace (avec 2 arrêts : Gare et Au Cygne)[46],[47].
- Gare de Haguenau.

#### Transports à la demande
- Le service de Transport Intercommunal du Pays de Niederbronn-les-Bains (TI'GO)[48].

#### Transports aériens
- L'aéroport de Karlsruhe-Baden-Baden est à 51 km[49].
- L'aéroport de Strasbourg-Entzheim est à 62 km[50].

#### Ports
- Port autonome de Strasbourg à 55 km.

## Urbanisme

### Typologie
Au 1er janvier 2024, Gundershoffen est catégorisée petite ville, selon la nouvelle grille communale de densité à sept niveaux définie par l'Insee en 2022.
Elle appartient à l'unité urbaine de Reichshoffen-Niederbronn-les-Bains, une agglomération intra-départementale regroupant quatre  communes, dont elle est ville-centre,,. Par ailleurs la commune fait partie de l'aire d'attraction de Haguenau, dont elle est une commune de la couronne,. Cette aire, qui regroupe 34 communes, est catégorisée dans les aires de 50 000 à moins de 200 000 habitants,.

### Occupation des sols
L'occupation des sols de la commune, telle qu'elle ressort de la base de données européenne d’occupation biophysique des sols Corine Land Cover (CLC), est marquée par l'importance des territoires agricoles (64,6 % en 2018), en diminution par rapport à 1990 (68,9 %). La répartition détaillée en 2018 est la suivante :
zones agricoles hétérogènes (27,9 %), forêts (22,3 %), terres arables (20,7 %), zones urbanisées (13,1 %), prairies (12,9 %), cultures permanentes (3,1 %). L'évolution de l’occupation des sols de la commune et de ses infrastructures peut être observée sur les différentes représentations cartographiques du territoire : la carte de Cassini (XVIIIe siècle), la carte d'état-major (1820-1866) et les cartes ou photos aériennes de l'IGN pour la période actuelle (1950 à aujourd'hui).

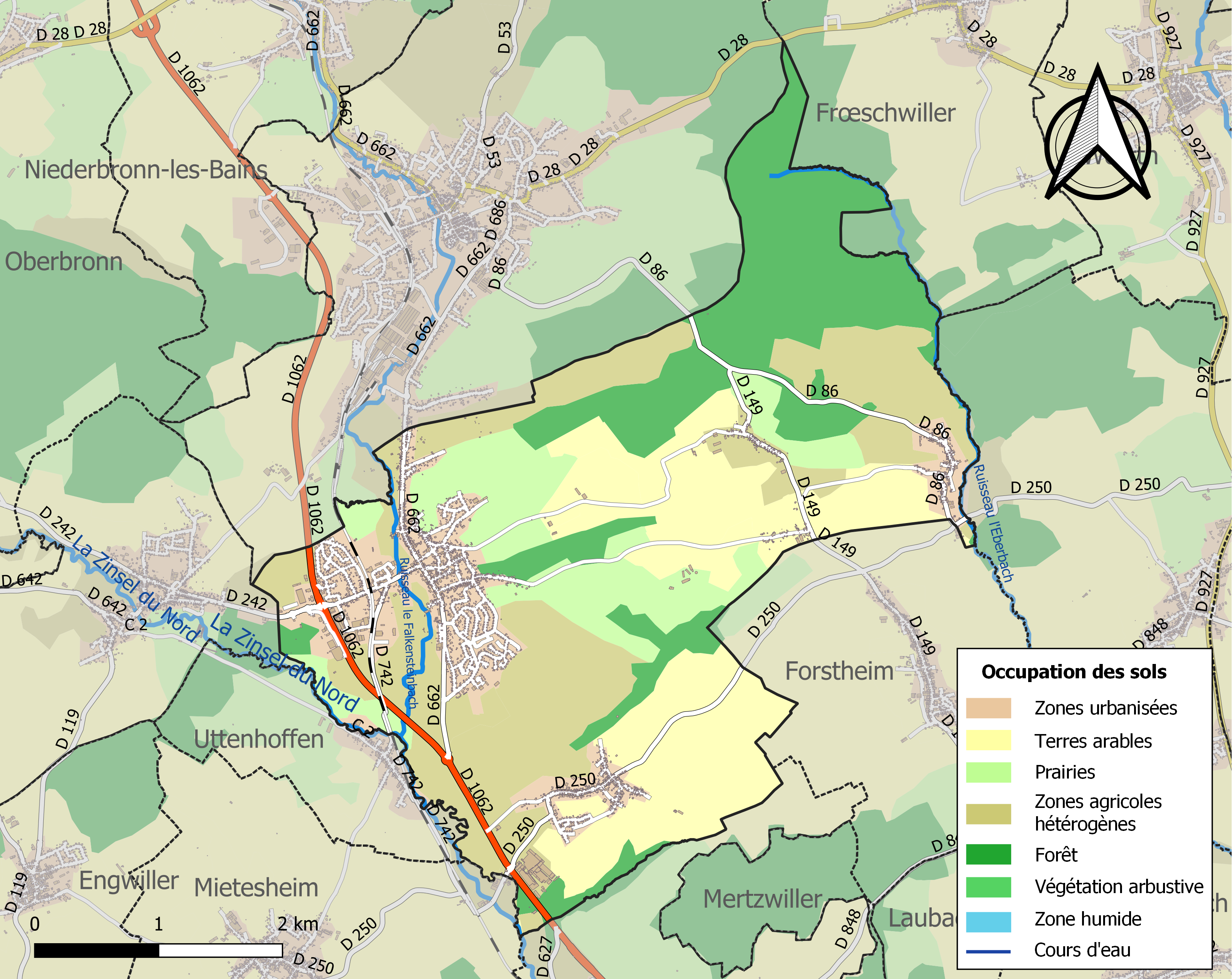
Carte des infrastructures et de l'occupation des sols de la commune en 2018 (CLC).

Plan local d'urbanisme intercommunal du Pays de Niederbronn-les-Bains, approuvé le 21/09/2020,,.
Schéma de cohérence territoriale de l'Alsace du Nord.
Gundershoffen dispose d'un Document d'information communal sur les risques majeurs et d'un  plan communal de sauvegarde. Elle est par ailleurs associée à l'Agence territoriale d'ingénierie publique (ATIP).

## Toponymie
Canton de Niederbronn-les-Bains. Voir l'étude historique et linguistique des noms de lieux (toponymie) par Bernard Schmitt pour la commune de Gundershoffen.
Voir aussi d'où viennent les noms de nos villages ?.

## Histoire
Vestiges préhistoriques et antiques. Substructions gallo-romaines au Sand.
Possession à l'origine des ducs de Lorraine, Gundershoffen changea plusieurs fois de propriétaire : en 1280 aux comtes d'Ochsenstein, en 1485 au comté de Zweibrücken, Bitche, en 1570 à celui de Hanau-Lichtenberg et en 1709, aux héritiers des comtes de Leiningen et finalement à la famille de Dietrich.
Un quart du clergé d'Alsace seulement acceptera de se prêter à la prestation de serment constitutionnel. Les ecclésiastiques étaient en effet majoritairement hostiles à la Constitution civile du clergé, décret adopté en France par l'Assemblée nationale constituante le 12 juillet 1790 lors de la Révolution française. Au nombre des membres du clergé réfractaire, ou d'Insermentés il y a eu le curé de Gundeshoffen : Sébastien Krummeich qui a exercé son ministère à Gundershoffen de 1788 à 1798.
Bataille de Gundershoffen-Mietesheim du 26-27 novembre 1793 : le 26 novembre 1793, mort au combat du général Pierre Auguste François de Burcy (noms gravés sous l'Arc de triomphe de l'Étoile, sur le pilier nord, avenue de la Grande-Armée - avenue de Wagram).

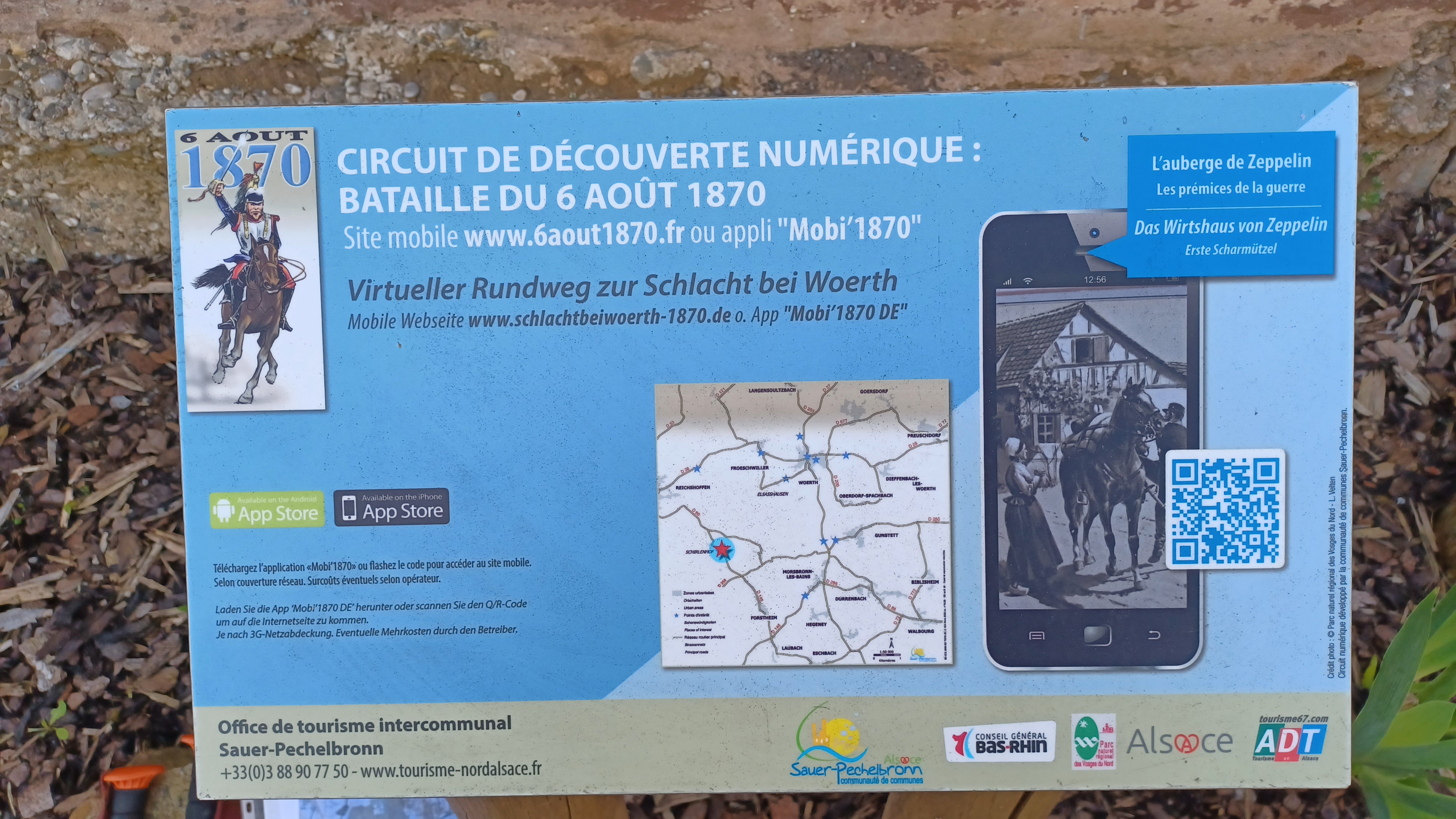
Auberge de Zeppelin.

Premier affrontement de la Guerre franco-allemande de 1870, le 25 juillet 1870 entre une patrouille du 12e régiment de chasseurs à cheval et la patrouille allemande commandée par le comte Ferdinand von Zeppelin.
Schirlenhof, hameau de Gundershoffen, lieu des premiers échanges de coup de feu de la Première Guerre mondiale.
Gundershoffen a été annexée de fait à l'Allemagne jusqu'à la bataille d'Alsace. 
Les communes de Gundershoffen, Engwiller et Gumbrechstshoffen ont été libérées de l'occupation nazie une première fois en décembre 1944 par la 45e division d'infanterie (États-Unis), puis le 15 mars 1945 avec l'Opération Undertone par la 1re armée française et la 7e armée américaine à la fin de la Seconde Guerre mondiale, en mars 1945, en même temps que toutes l'Alsace du Nord.
La Commune de Gundershoffen a été reconnue comme sinistrée au titre des Dommages de guerre de la Seconde Guerre mondiale, conflit armé à l'échelle planétaire qui dure du 1er septembre 1939 au 02 septembre 1945 et oppose schématiquement les Alliés et l’Axe.
Raymonde Weiss (1923-1997) épouse Lévy, de Gundershoffen, réfugiée en Dordogne a été admise parmi les 4281 Justes parmi les nations de France pour avoir sauvé des personnes juives persécutées par le régime nazi et le gouvernement de Vichy.
Fusions-associations avec d'autres communes le 1er septembre 1973 :
- Fusion avec Eberbach-Wœrth[75] et Griesbach :

Griesbach est un écart de la commune de Gundershoffen. Le 1er septembre 1973, la commune de Griesbach a été rattachée à celle de Gundershoffen sous le régime de la fusion-association.
La cérémonie commémorative du 16 mars 2025 au cimetière israélite de Gundershoffen, qui a réuni plus d'une centaine de personnes et personnalités, a été dédiée à la mémoire des morts pour la France et des Déportés, mais aussi en mémoire des Justes parmi les nations. Elle a été précédée d'une reconstitution des derniers combats menés à Gundershoffen, Gumbrechtshoffen et Engwiller et d'un bal américain animé par les "Marie-Claire" dans la salle Gustave Doré de l'ESCALe.

### Héraldique
| Blason de Gundershoffen | Blason  | D’argent à L’aigle bicéphale de gueules. |
| Blason de Gundershoffen | Détails | L’aigle à 2 têtes évoque L’empereur d’Allemagne rappelant que Le village appartenait aux terres d’empire faisant partir du Landgraviat de Basse-Saxe. Les armoiries des 3 villages sont de couleur rouge (gueules) et blanc (argent). ce sont Les deux couleurs des armoiries des Ochsenstein, anciens seigneurs de Gundershoffen. Le rouge symbolisant L’amour, La passion et l’argent a richesse et la sagesse. Les armoiries de Griesbach sont « d’argent, à La marmite à trois pieds de gueules ». La marmite est L’attribut du martyre saint vit (ou guy) patron du village. Les armoiries d’Eberbach près Wœrth sont « de gueules à La hure de sanglier d’argent. » Eber signifie sanglier (en allemand) et bach, La rivière ou Le ruisseau. Explications des armoiries extraites du livre de Gundershoffen. |

## Politique et administration

### Équipements existants et projets d'investissements

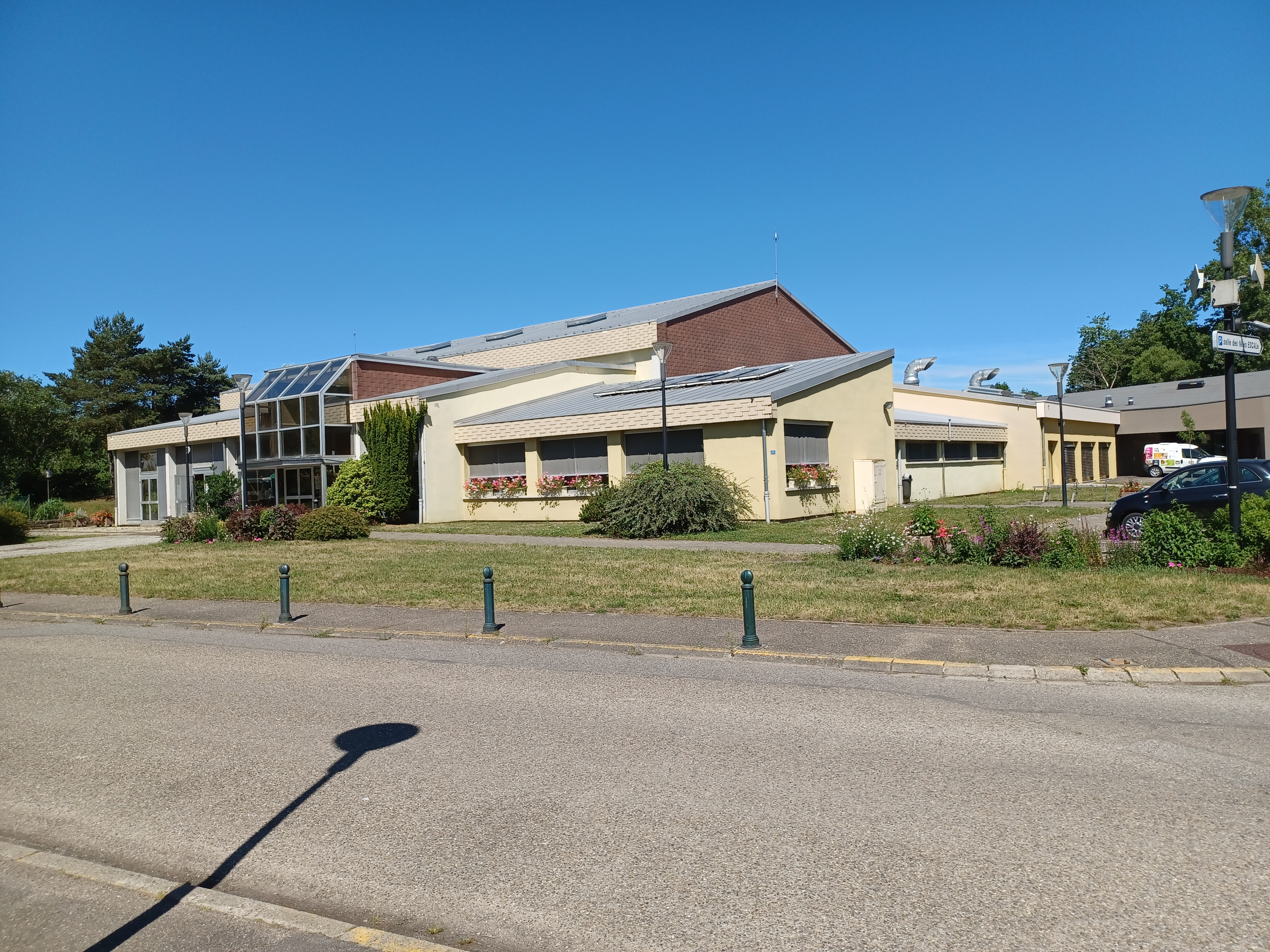
L’ESCALe. Complexe polyvalent.
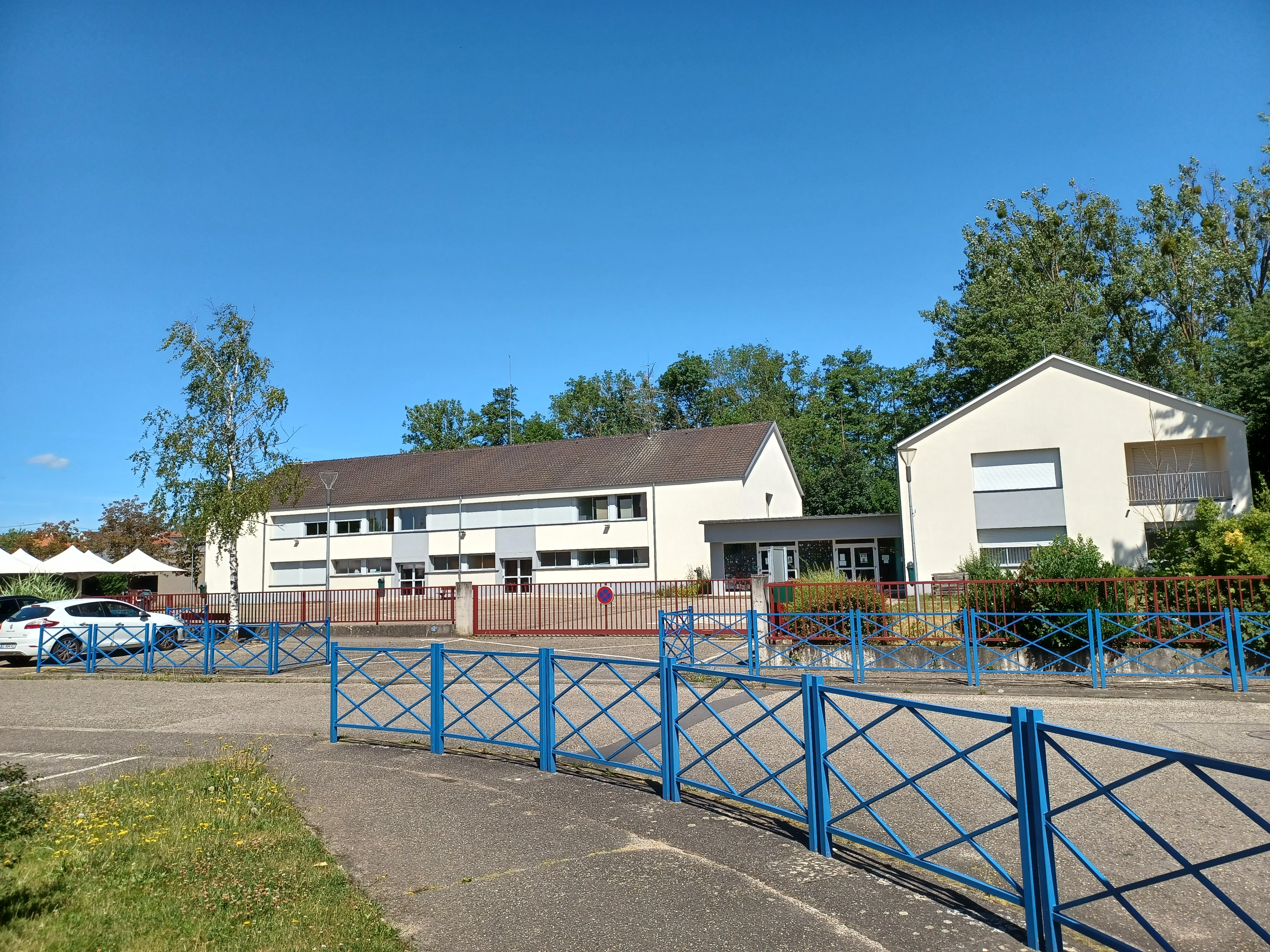
École élémentaire.
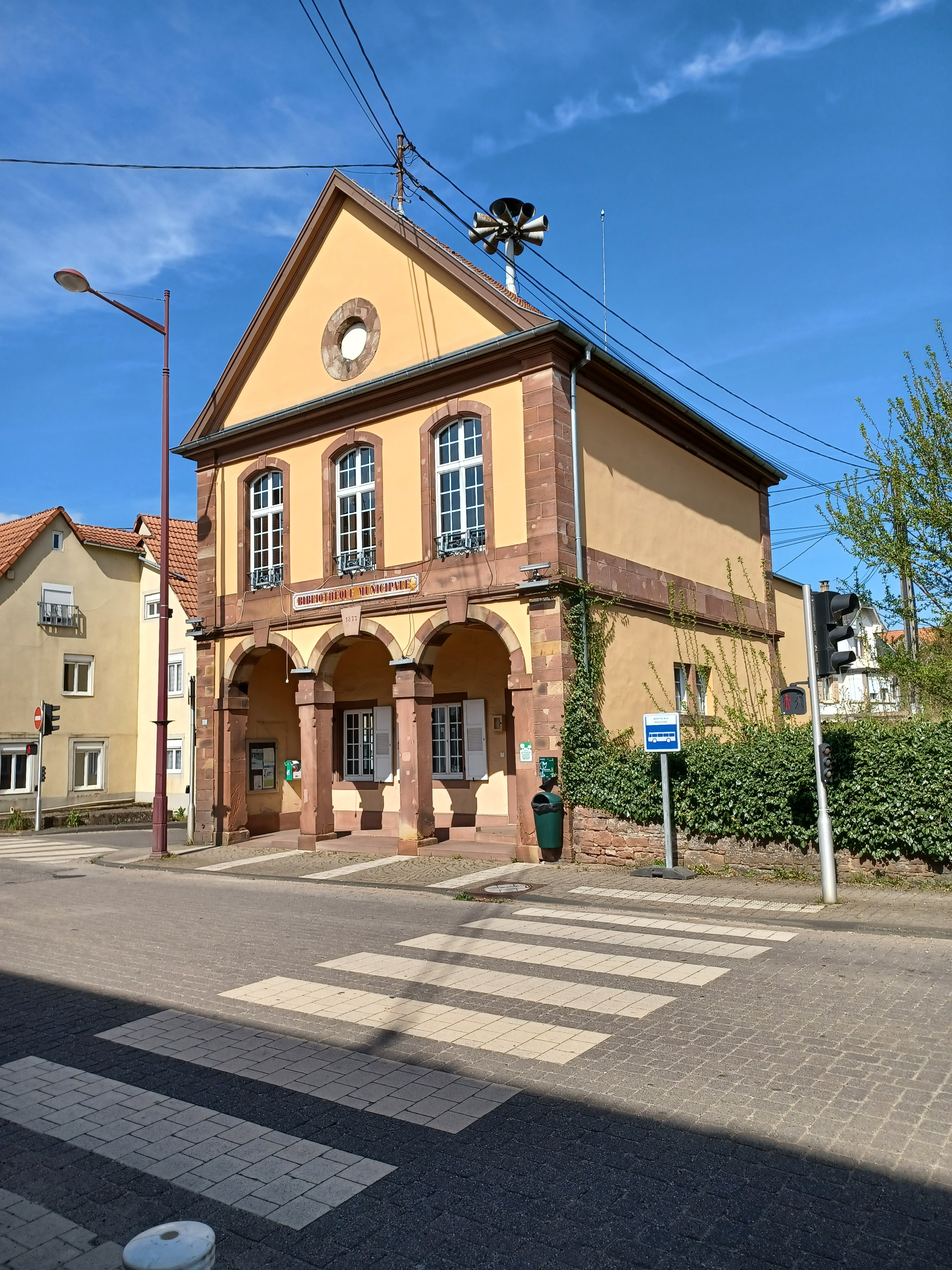
Bibliothèque municipale.
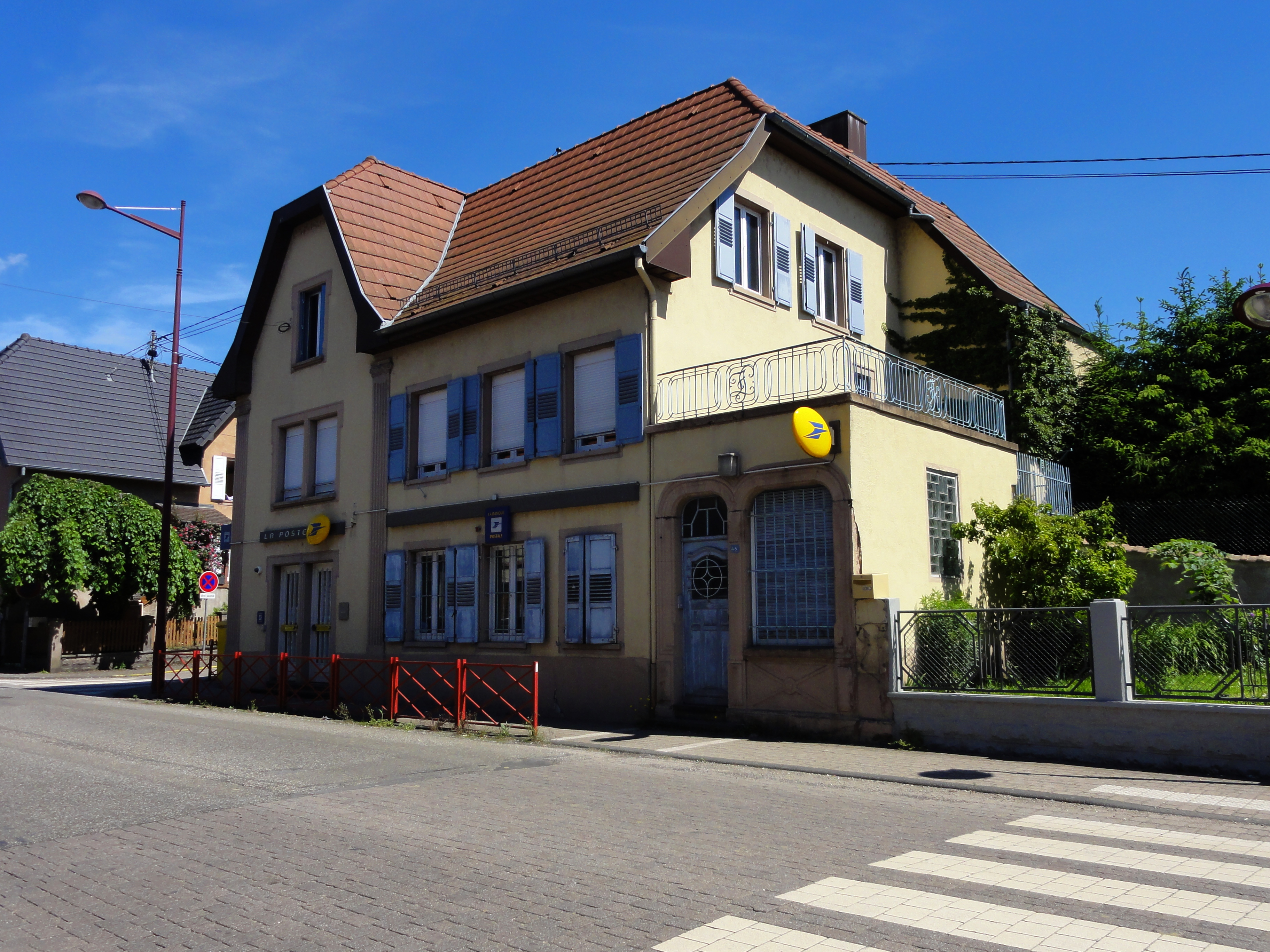
La Poste.

- L’espace de vie l’ESCALe (Espace Socio-Culturel, Associatif, de Loisir et E-gaming) est un complexe comprenant salle polyvalente, salle des fêtes et salle de base des associations[90].
- L'Aire familiale et touristique de la Breitmatt. Terrain de jeu pour enfants, lieu de rencontre intergénérationnelle où se trouvent également les jardins partagés[91].

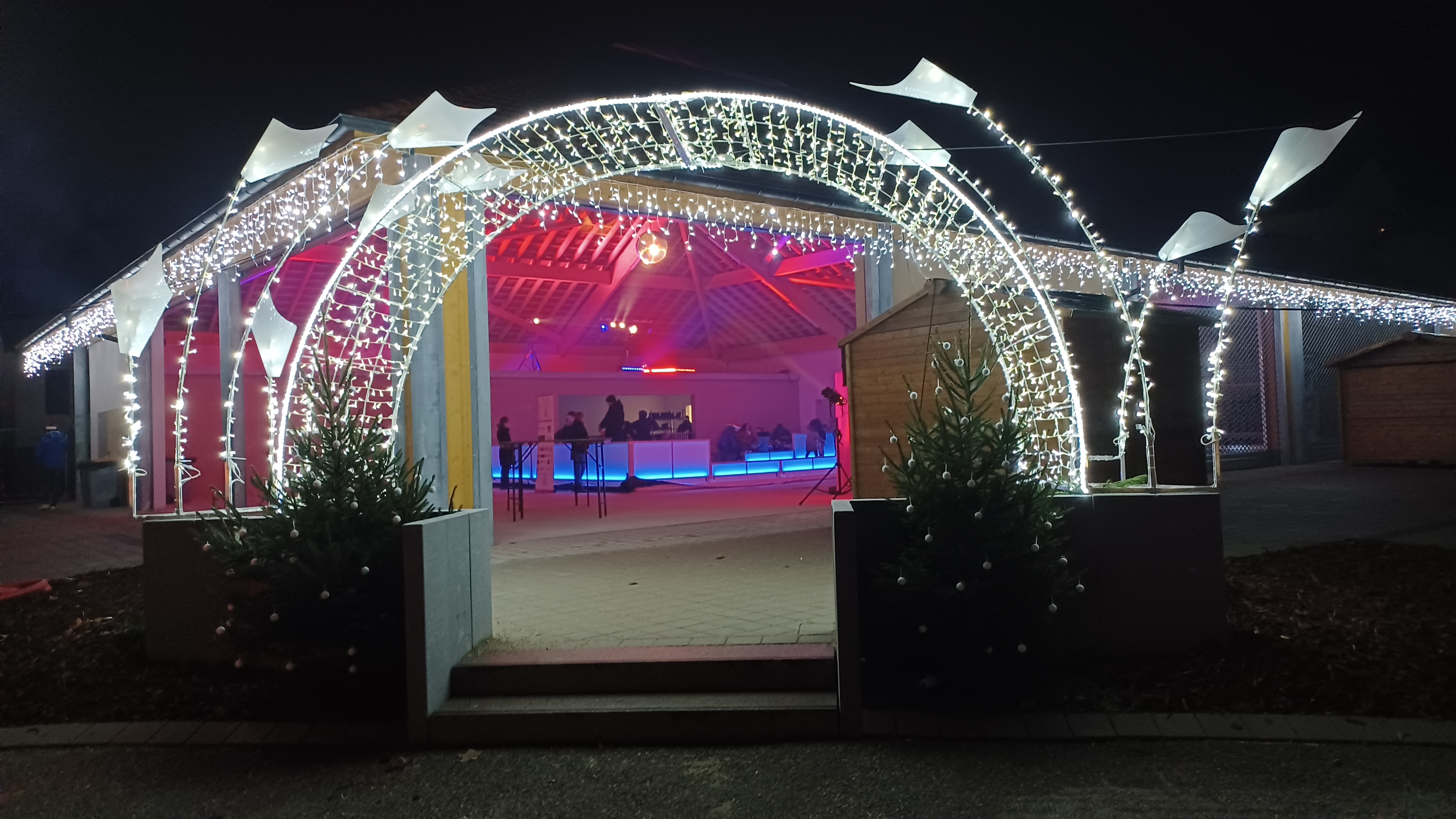
Tiers-lieu. À Gundershoffen, le tiers-lieu mélange espace couvert pour le marché hebdomadaire et nouvelles salles de vie et de culture (patinoire pour fêtes de Noël 2023).
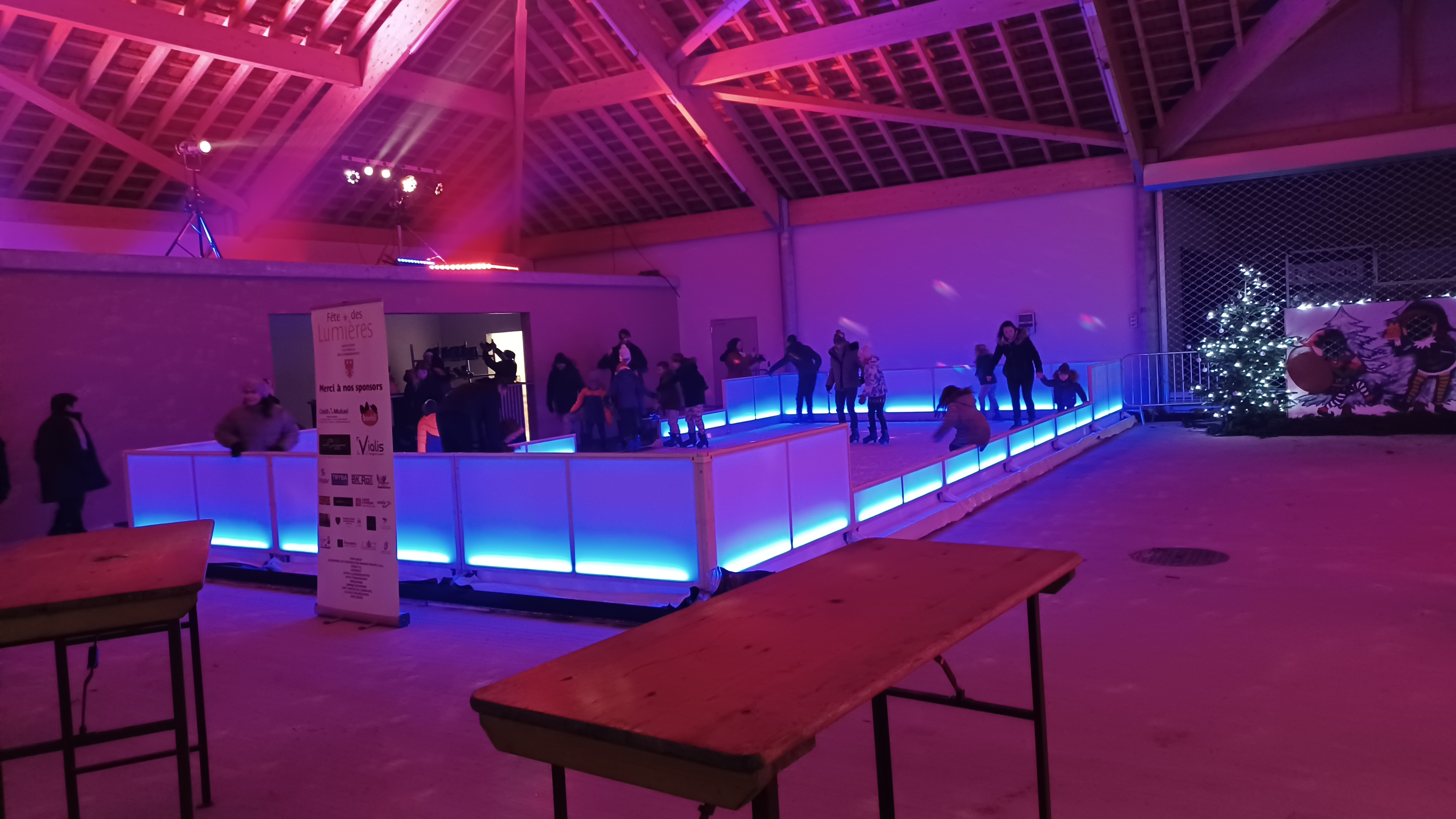
Patinoire Noël 2023.
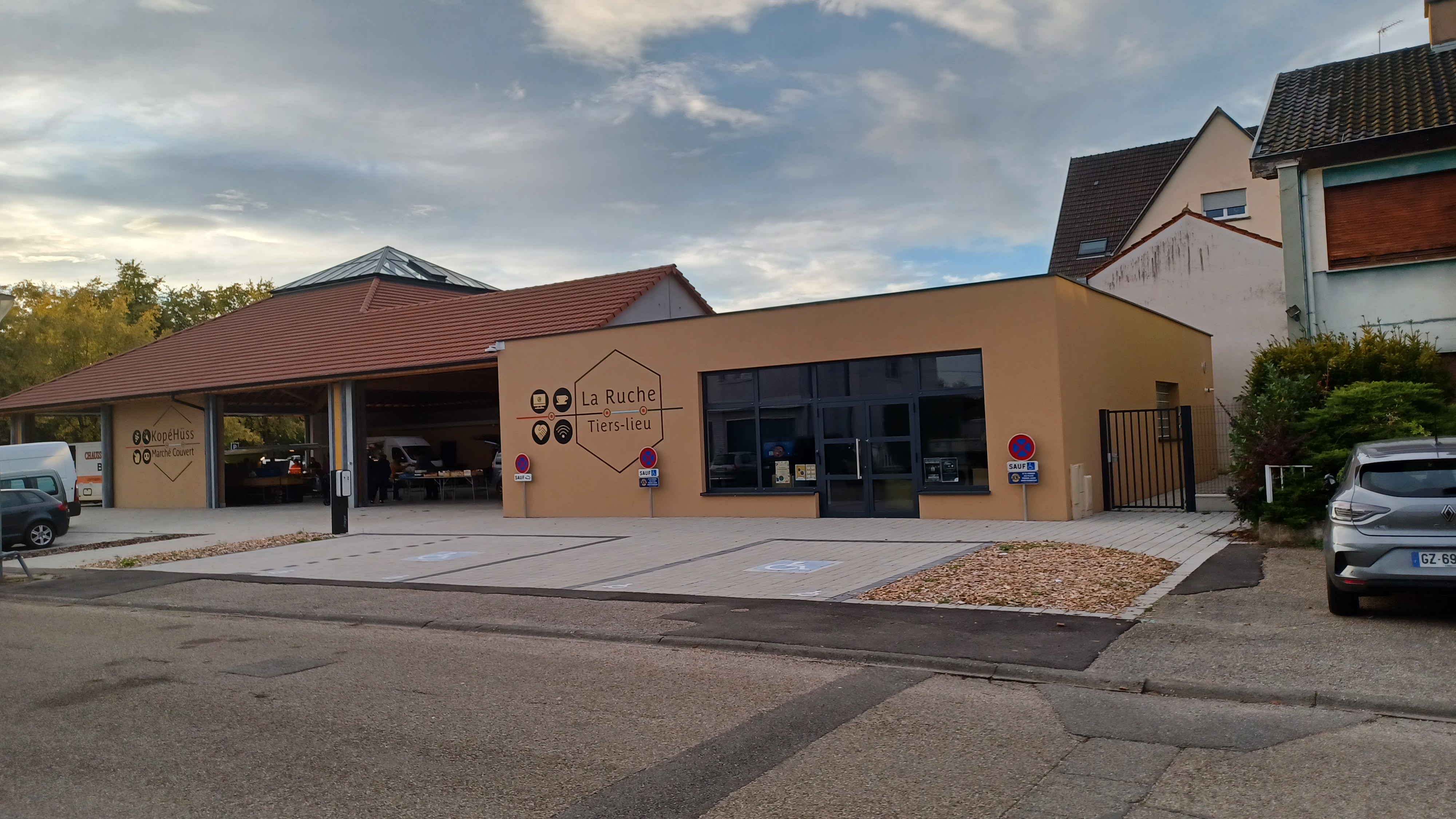
KopéHüss Marché couvert - La Ruche Tiers-lieu (jeudi 17 octobre 2024).
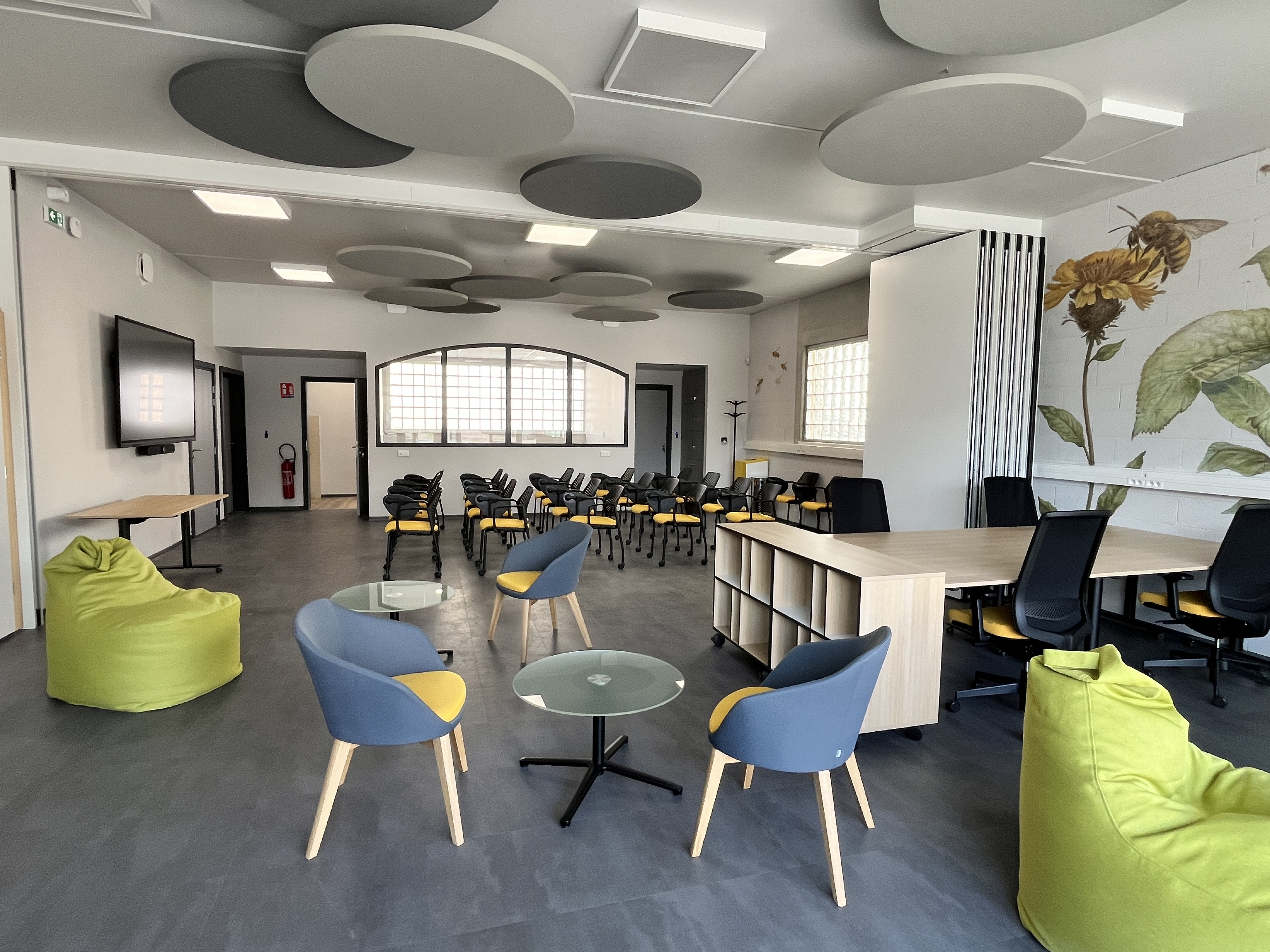
Intérieur du tiers-lieu "La Ruche" de Gundershoffen.

- Tiers-lieu, marché couvert[92], permettant de disposer d'une surface couverte principale de 490 m2 dont une surface close de 180 m2  avec des espaces dédiés à l'activité professionnelle (coworking, télétravail, fablabs, conférences pros,...) et personnelle (activités, loisirs, courses..) mélangeant espace couvert pour le marché hebdomadaire et nouvelles salles de vie et de culture.
- Gare – La Commune souhaite optimiser l’organisation des cheminements et stationnements multimodaux avec son projet de création d'un Pôle d'échange multimodal[93] (PEM).
- Bibliothèque municipale, 40 Grand-rue[94], qui s'inscrit dans le "Réseau des bibliothèques du Pays de Niederbronn-les-Bains"[95].
- Section des Sapeurs pompiers qui intervient en 1ère alerte sur les communes de Gundershoffen, Griesbach, Schirlenhof, Eberbach, Uttenhoffen et Gumbrechtshoffen, avec une quinzaine de pompiers volontaires du CPI[96].
- Projet de résidence seniors[97].

### Intercommunalité
- Gundershoffen est membre de la Communauté de communes du Pays de Niederbronn-les-Bains.
- Projet de création d'un Pays d'art et d'histoire par la Communauté de communes du Pays de Niederbronn-les-Bains, dont le principe a été acté le 3 juillet 2023[98].
- Installation de 16 "Totems interactifs", proposant aux habitants et aux touristes un accès direct et permanent vers une multitude de données[99].

### Budget et fiscalité 2023

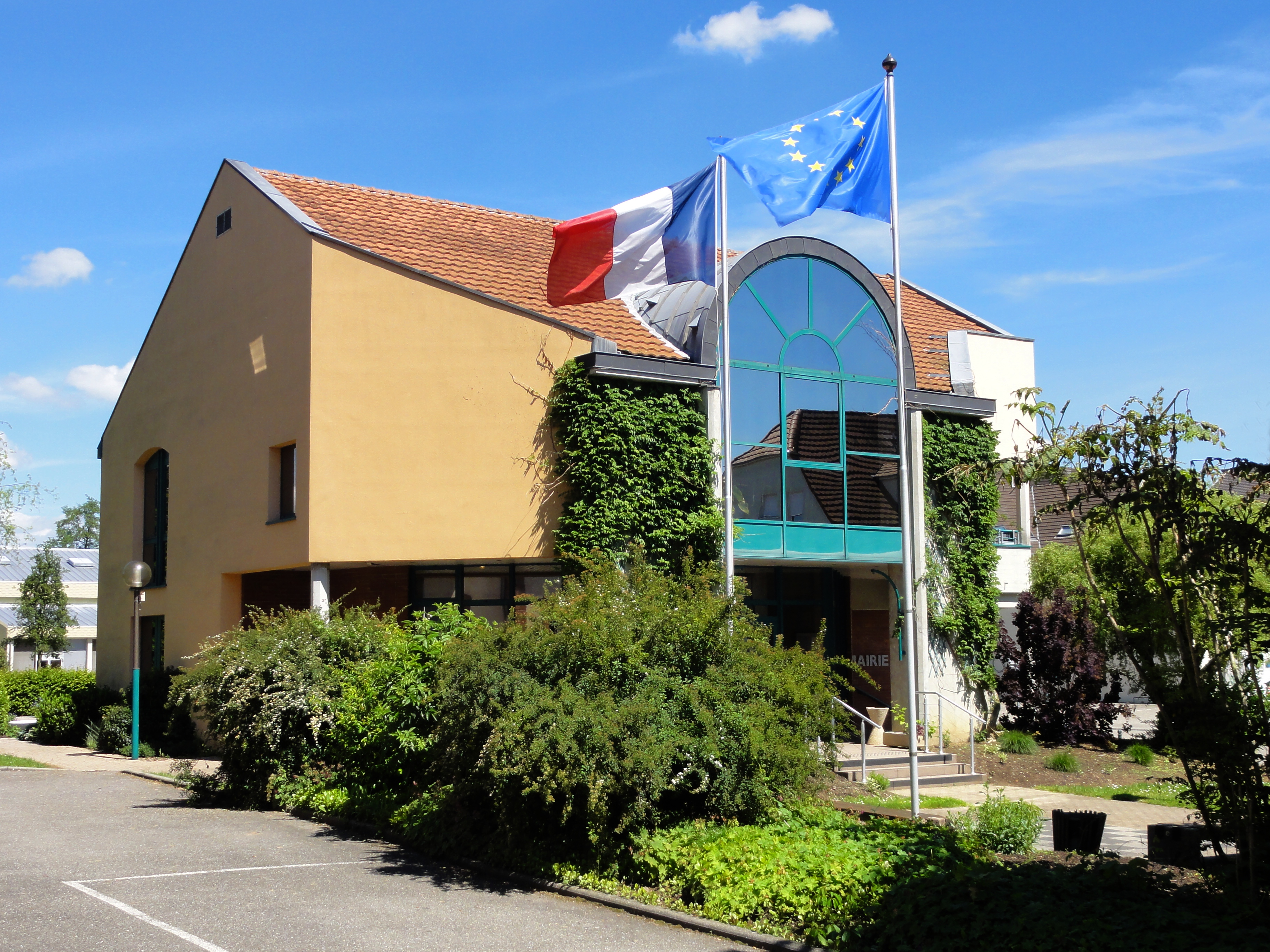
Mairie.

En 2023, le budget de la commune était constitué ainsi, pour 
3 774 habitants,:
- total des produits de fonctionnement : 2 901 000 €, soit 759 € par habitant ;
- total des charges de fonctionnement : 2 791 000 €, soit 730 € par habitant ;
- total des ressources d'investissement : 2 850 000 €, soit 746 € par habitant ;
- total des emplois d'investissement : 2 265 000 €, soit 593 € par habitant ;
- endettement : 5 152 000 €, soit 1 348 € par habitant.

Avec les taux de fiscalité suivants :
- taxe d'habitation : 12,21 % ;
- taxe foncière sur les propriétés bâties : 27,81 % ;
- taxe foncière sur les propriétés non bâties : 68,30 % ;
- taxe additionnelle à la taxe foncière sur les propriétés non bâties : 0 % ;
- cotisation foncière des entreprises : 0 %.

Chiffres clés Revenus et pauvreté des ménages en 2021 : médiane en 2021 du revenu disponible, par unité de consommation : 24 180 €.

## Population et société

### Démographie

#### Pyramide des âges

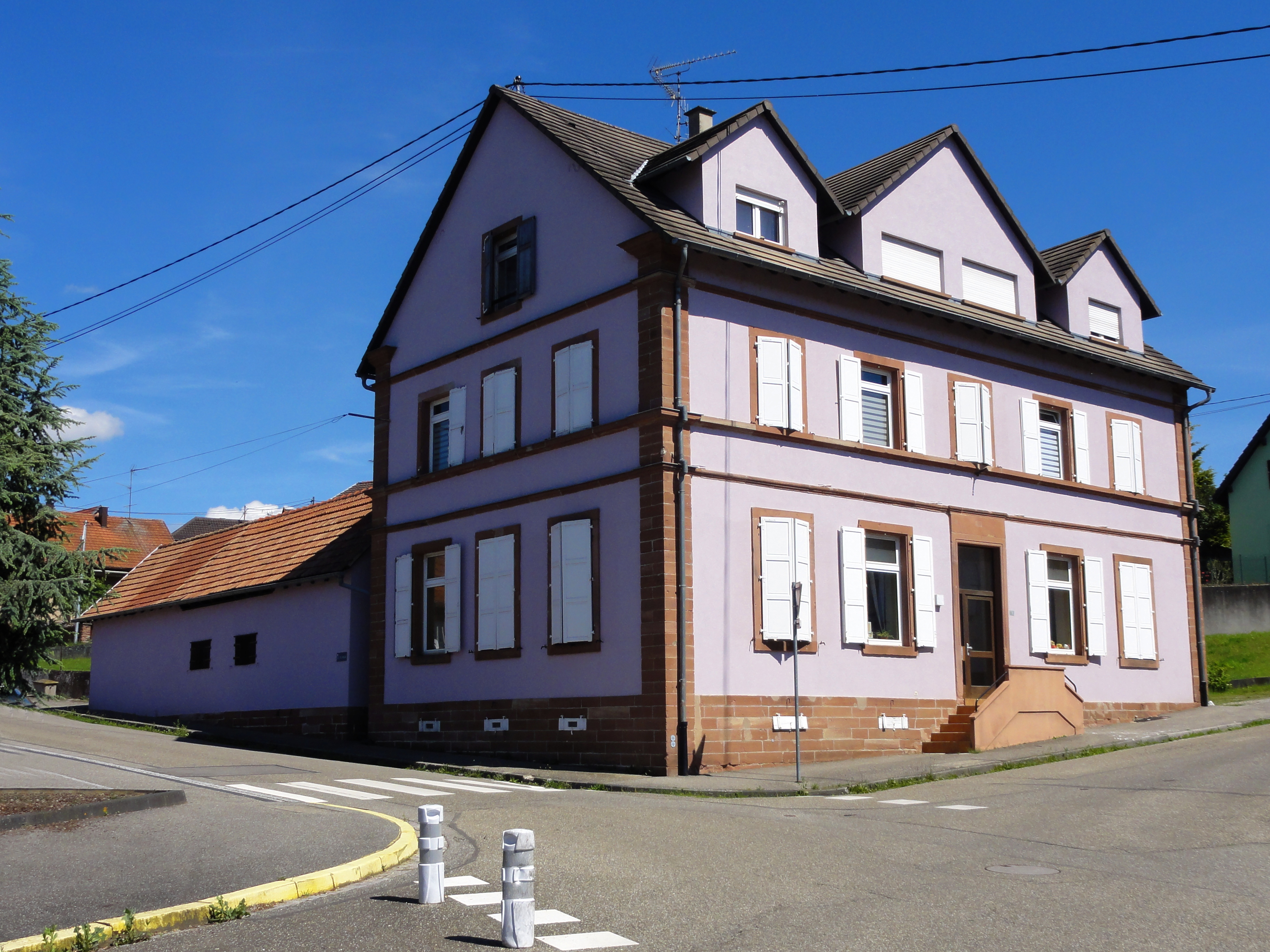
École élémentaire, ancienne école protestante.

L'évolution du nombre d'habitants est connue à travers les recensements de la population effectués dans la commune depuis 1793. Pour les communes de moins de 10 000 habitants, une enquête de recensement portant sur toute la population est réalisée tous les cinq ans, les populations de référence des années intermédiaires étant quant à elles estimées par interpolation ou extrapolation. Pour la commune, le premier recensement exhaustif entrant dans le cadre du nouveau dispositif a été réalisé en 2008.

En 2022, la commune comptait 3 808 habitants, en évolution de +4,16 % par rapport à 2016 (Bas-Rhin : +3,17 %, France hors Mayotte : +2,11 %).
| 1793 | 1800 | 1806 | 1821  | 1831  | 1836  | 1841  | 1846  | 1851  |
| ---- | ---- | ---- | ----- | ----- | ----- | ----- | ----- | ----- |
| 682  | 785  | 934  | 1 144 | 1 218 | 1 284 | 1 229 | 1 232 | 1 261 |

| 1856  | 1861  | 1866  | 1871  | 1875  | 1880  | 1885  | 1890  | 1895  |
| ----- | ----- | ----- | ----- | ----- | ----- | ----- | ----- | ----- |
| 1 258 | 1 336 | 1 393 | 1 311 | 1 304 | 1 487 | 1 501 | 1 499 | 1 406 |

| 1900  | 1905  | 1910  | 1921  | 1926  | 1931  | 1936  | 1946  | 1954  |
| ----- | ----- | ----- | ----- | ----- | ----- | ----- | ----- | ----- |
| 1 486 | 1 442 | 1 485 | 1 514 | 1 464 | 1 483 | 1 505 | 1 454 | 1 542 |

| 1962  | 1968  | 1975  | 1982  | 1990  | 1999  | 2006  | 2008  | 2013  |
| ----- | ----- | ----- | ----- | ----- | ----- | ----- | ----- | ----- |
| 1 691 | 1 915 | 2 738 | 3 261 | 3 377 | 3 490 | 3 462 | 3 454 | 3 616 |

| 2018  | 2022  | - | - | - | - | - | - | - |
| ----- | ----- | - | - | - | - | - | - | - |
| 3 702 | 3 808 | - | - | - | - | - | - | - |

### Enseignement
Établissements d'enseignements :
- Écoles maternelles[109],
- Écoles primaires,
- Collèges à Reichshoffen, Mertzwille, Wœrth,
- Lycées à Walbourg, Haguenau.

### Santé
Professionnels et établissements de santé :
- Médecins généralistes, pédiatre, orthophoniste, psychologue, chirurgiens-dentistes, ostéopathe, kinésithérapeutes, cabinet d'infirmières,
- Pharmacies,
- Hôpitaux : hôpital civil de Haguenau, hôpital du Neuenberg à Ingwiller[111],
- Hôpitaux universitaires de Strasbourg,
- Clinique vétérinaire.

### Cultes
- Culte catholique, communauté de paroisses Zinsel du Nord[112], diocèse de Strasbourg.
- Paroisse protestante de Gundershoffen (Griesbach)[113].
- Confession Israélite : Anciennes synagogues proches[114].

### Animations, activités diverses
- La commune bénéficie d'un réseau associatif intervenant dans de nombreux domaines : sport (Tennis, football, badminton, judo, tennis de table...), loisirs, musique (Amicale des accordéonistes et Claviers ESPERANCE, chorale, fanfare...), jeunesse, divers, seniors[115].
- Bibliothèque municipale[116].
- Club vosgien, parc naturel régional des Vosges du Nord, section Niederbronn-les-Bains et sa région.
- Jardins partagés de la Breitmatt. L'association Herbe Folle organise de nombreuses manifestations mettant en valeur la richesse d'un patrimoine particulier : plantes et fleurs de nos champs, prés, sous-bois, forêts et jardins..
- La Fête des Lumières[117].
- La "marche des Trois Villages" (Parcours balisé pour une marche permettant de rejoindre à pieds les deux communes associées Eberbach et Griesbach depuis Gundershoffen) (dans les hauts vergers de Gundershoffen).

### Jumelage - coopération
La commune n'a plus actuellement de jumelage actif.

## Lieux et monuments

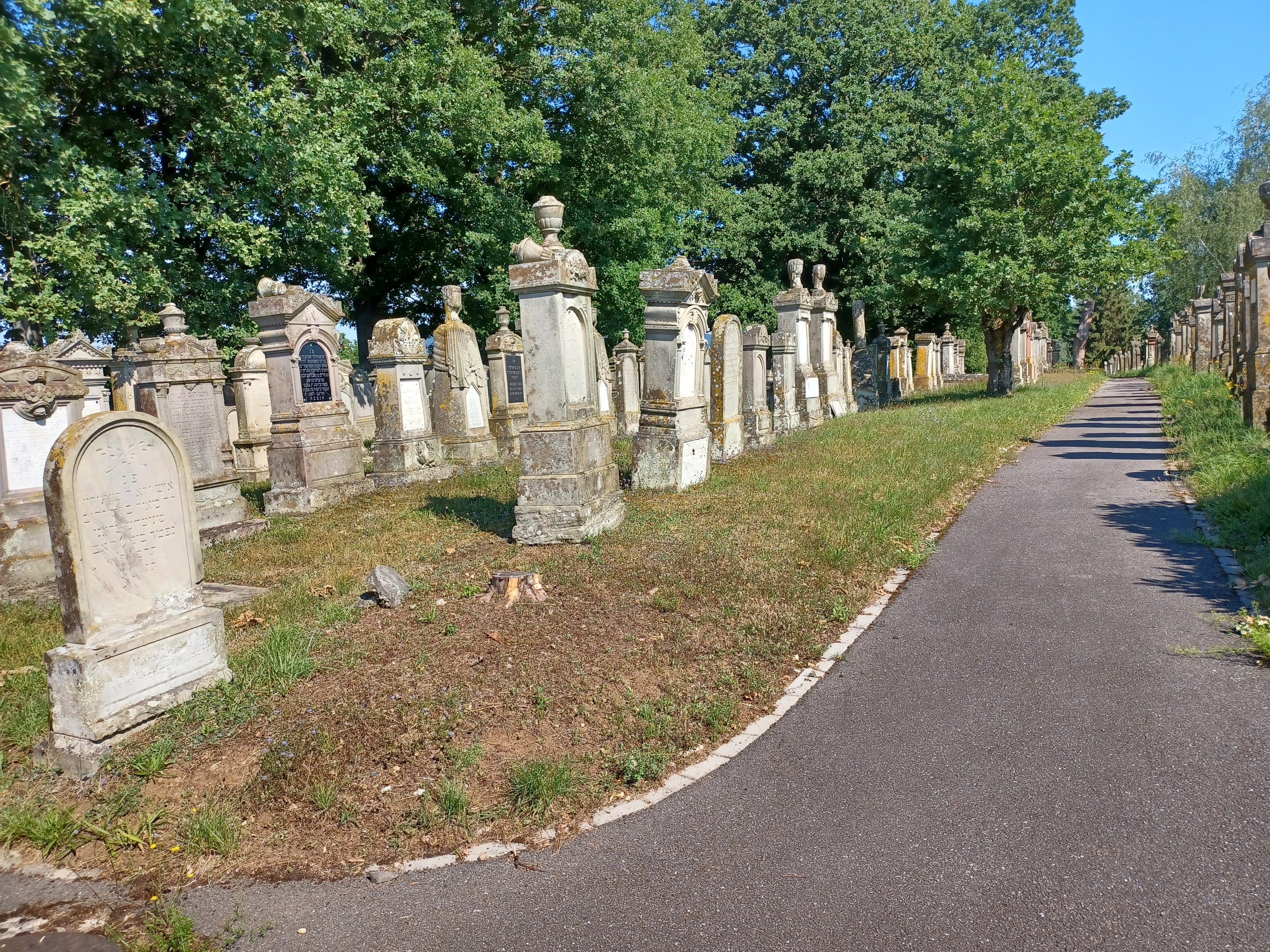
Cimetière israélite.

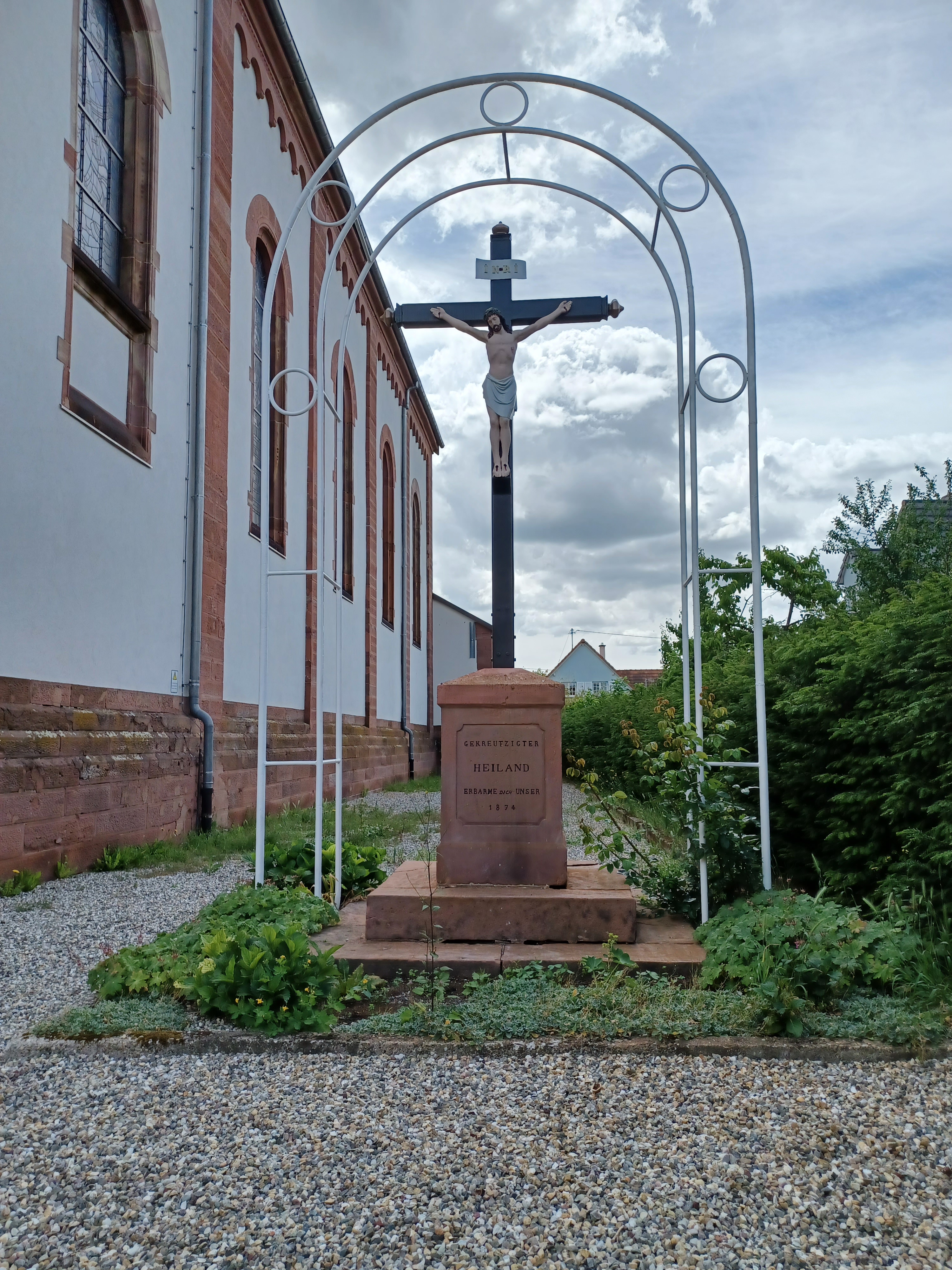
Croix de mission 1874.

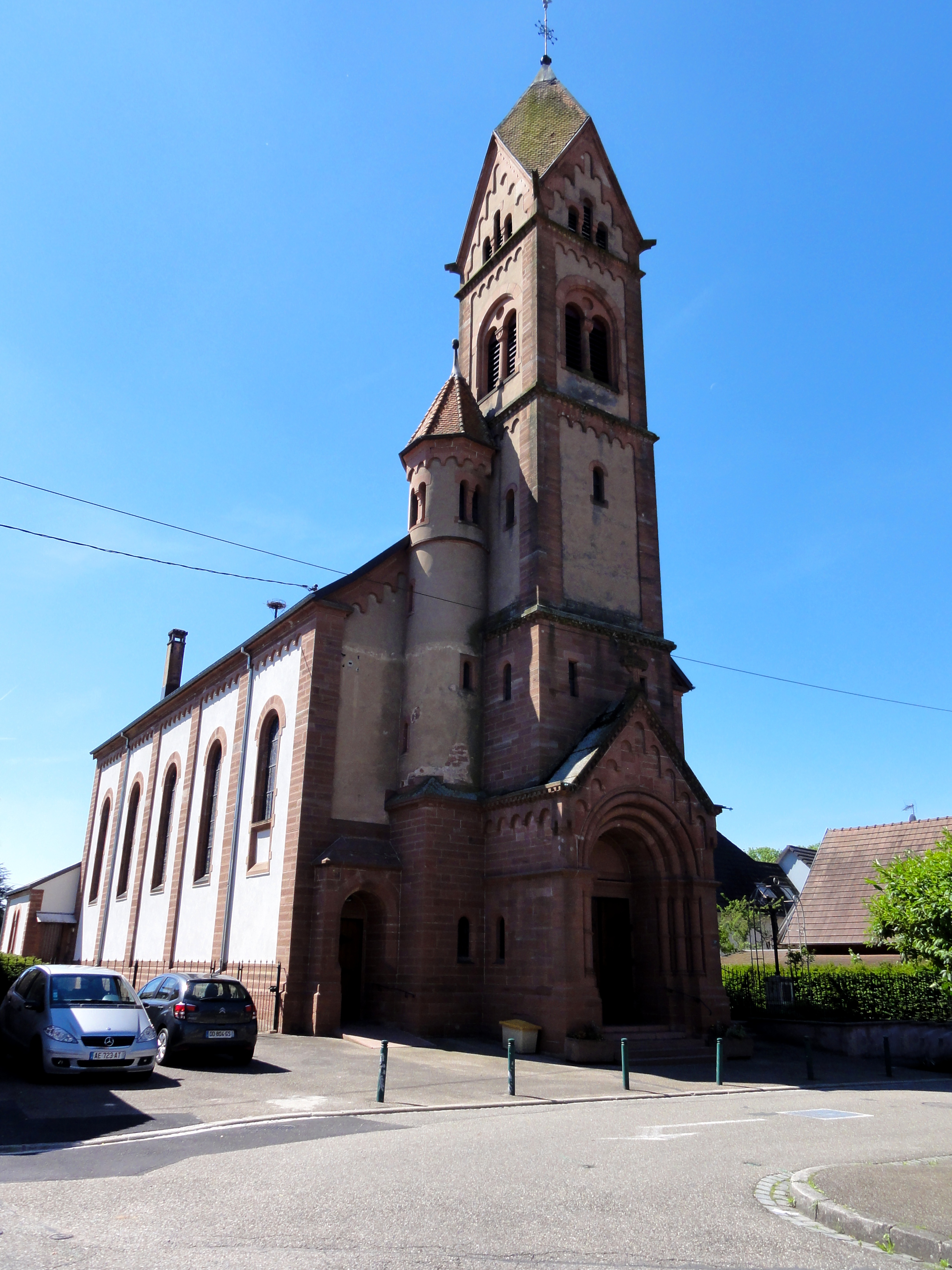
Église St-Jacques-le-Majeur.
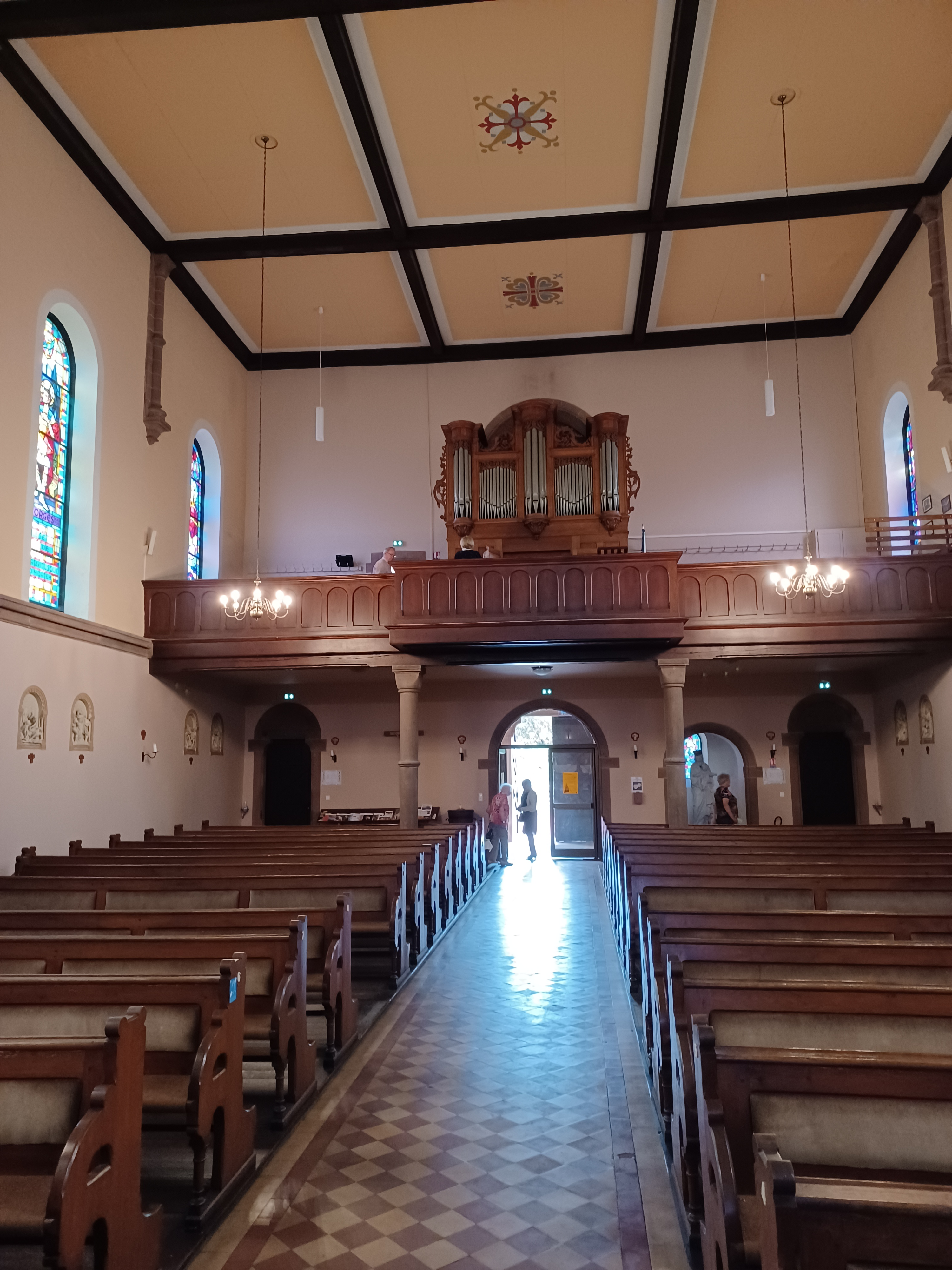
La tribune et orgue église Saint-Jacques-le-Majeur.
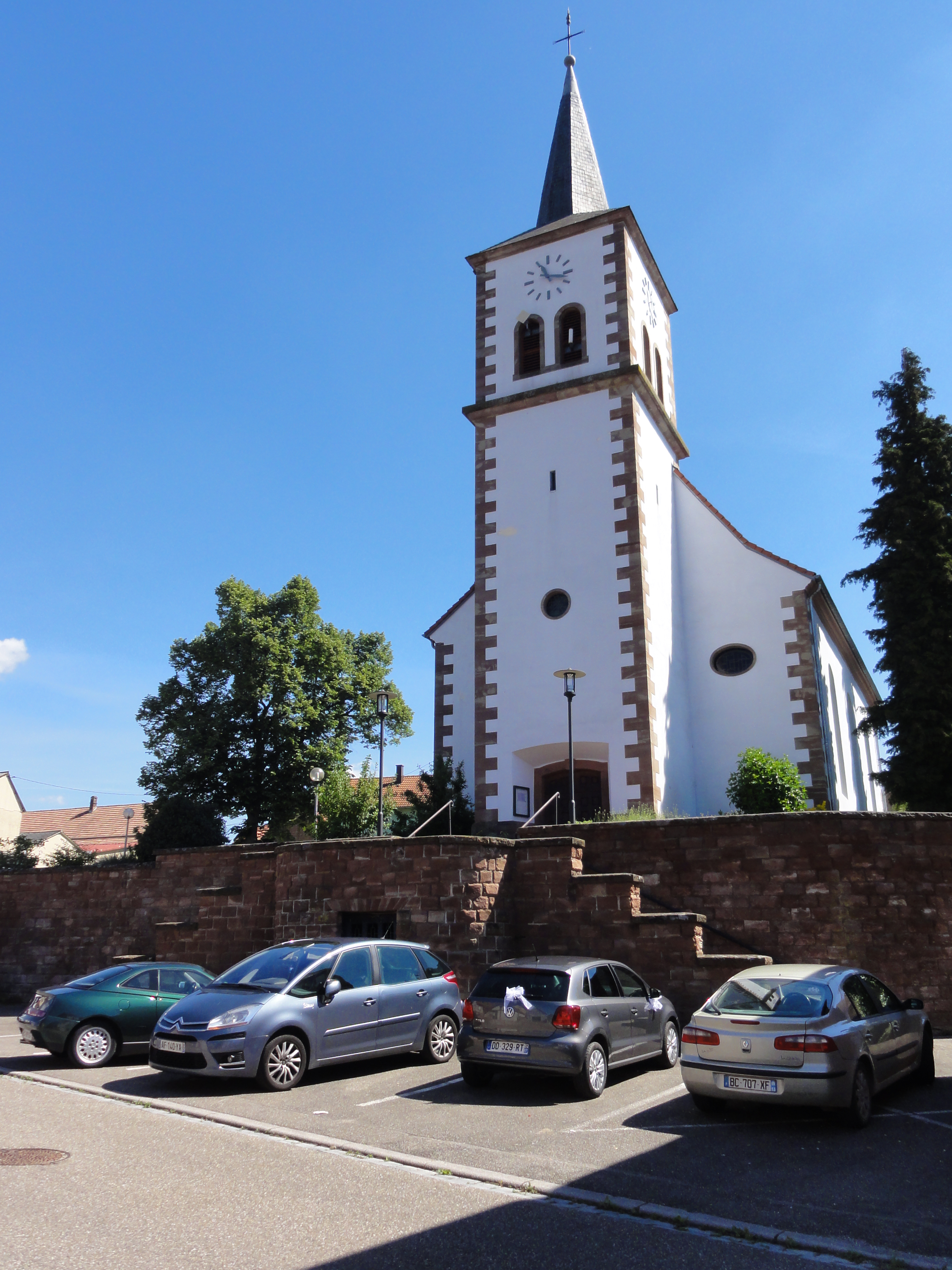
Église protestante.
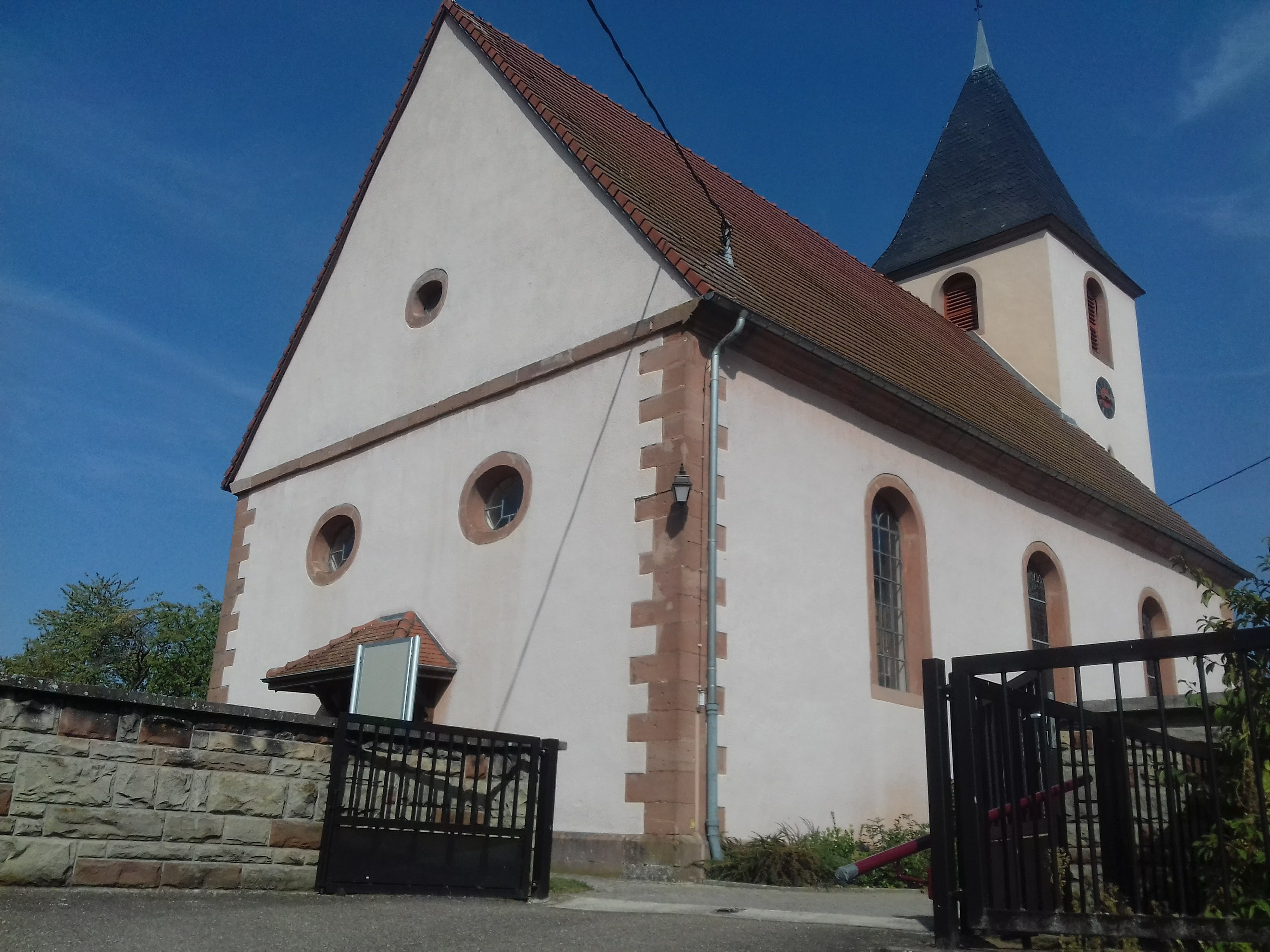
Église Saint-Vit de Griesbach.
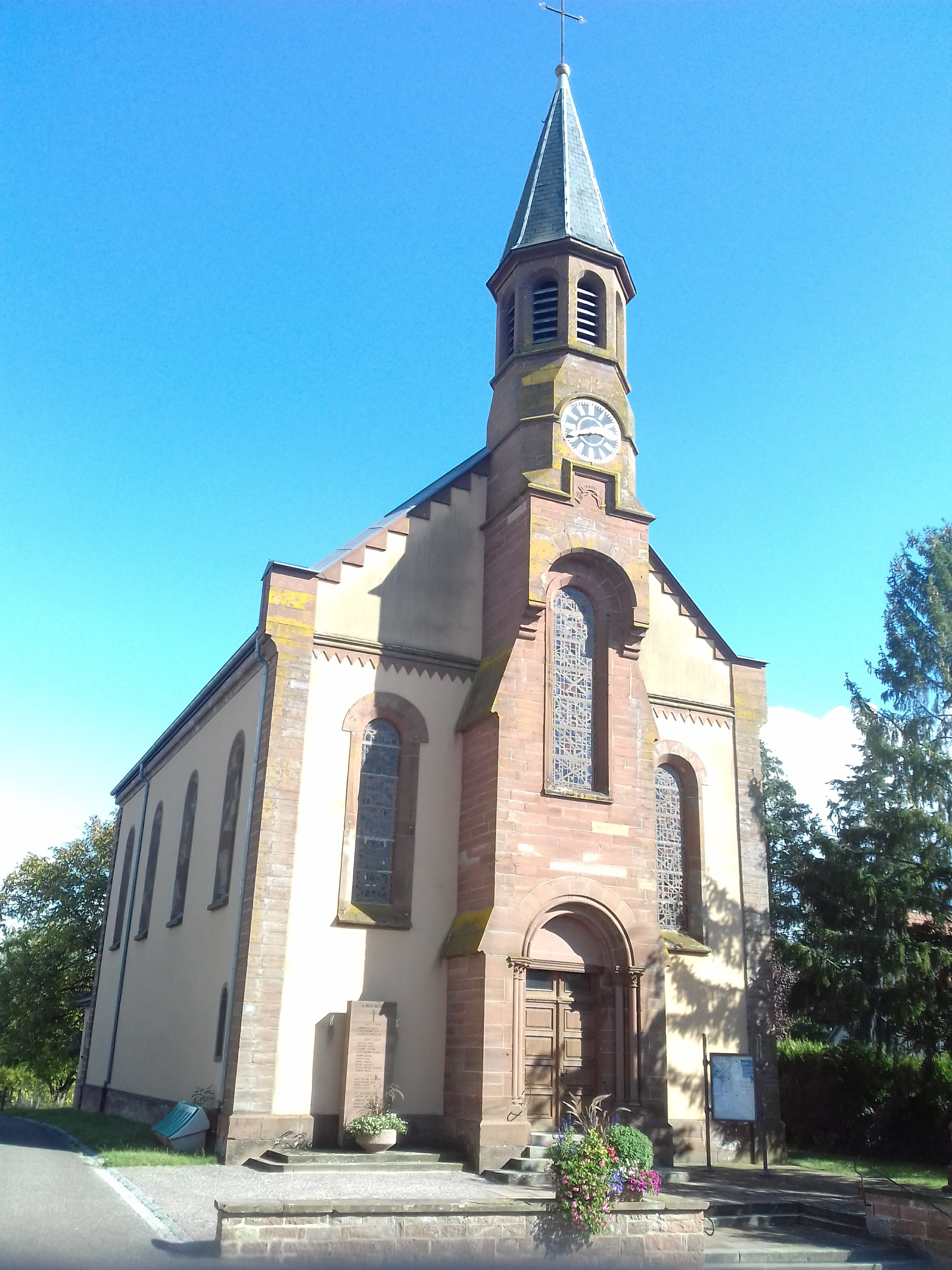
Église Saint-Wendelin d'Eberbach-Woerth.
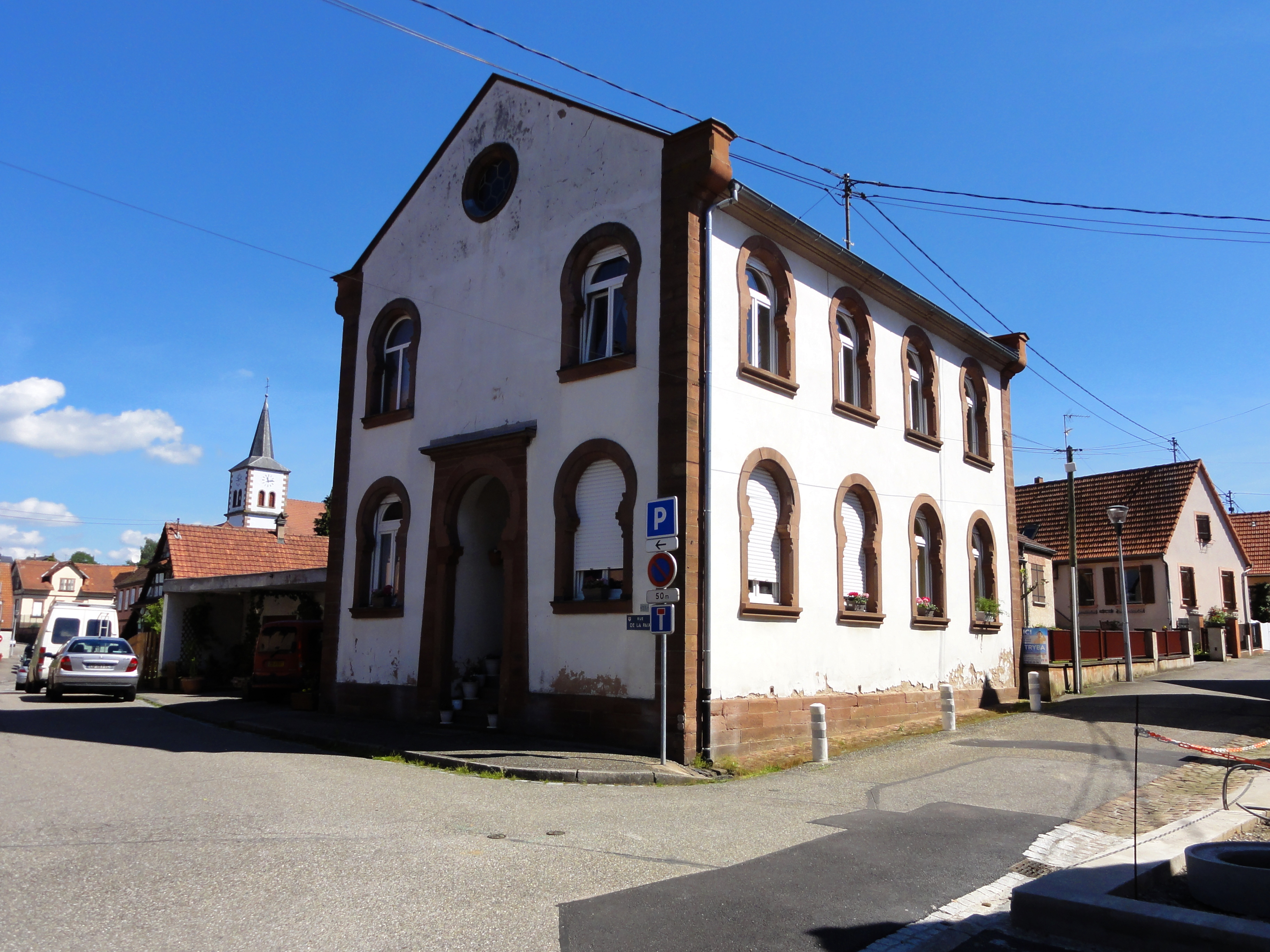
Ancienne synagogue de Gundershoffen.
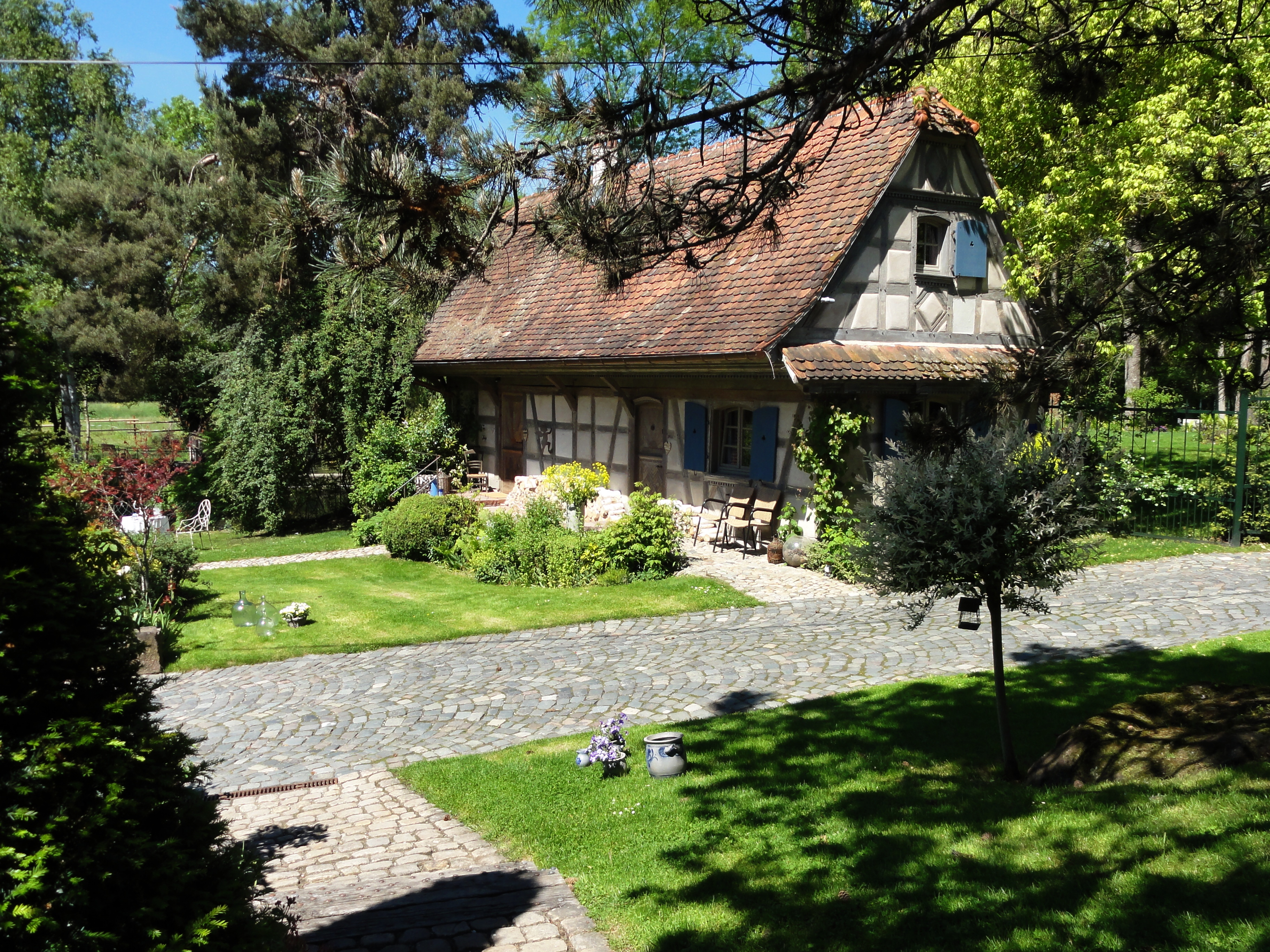
Ancien moulin (XVIIIe et XIXe siècles). Restaurant "Jardins du Moulin" et Hôtel "Le Moulin".
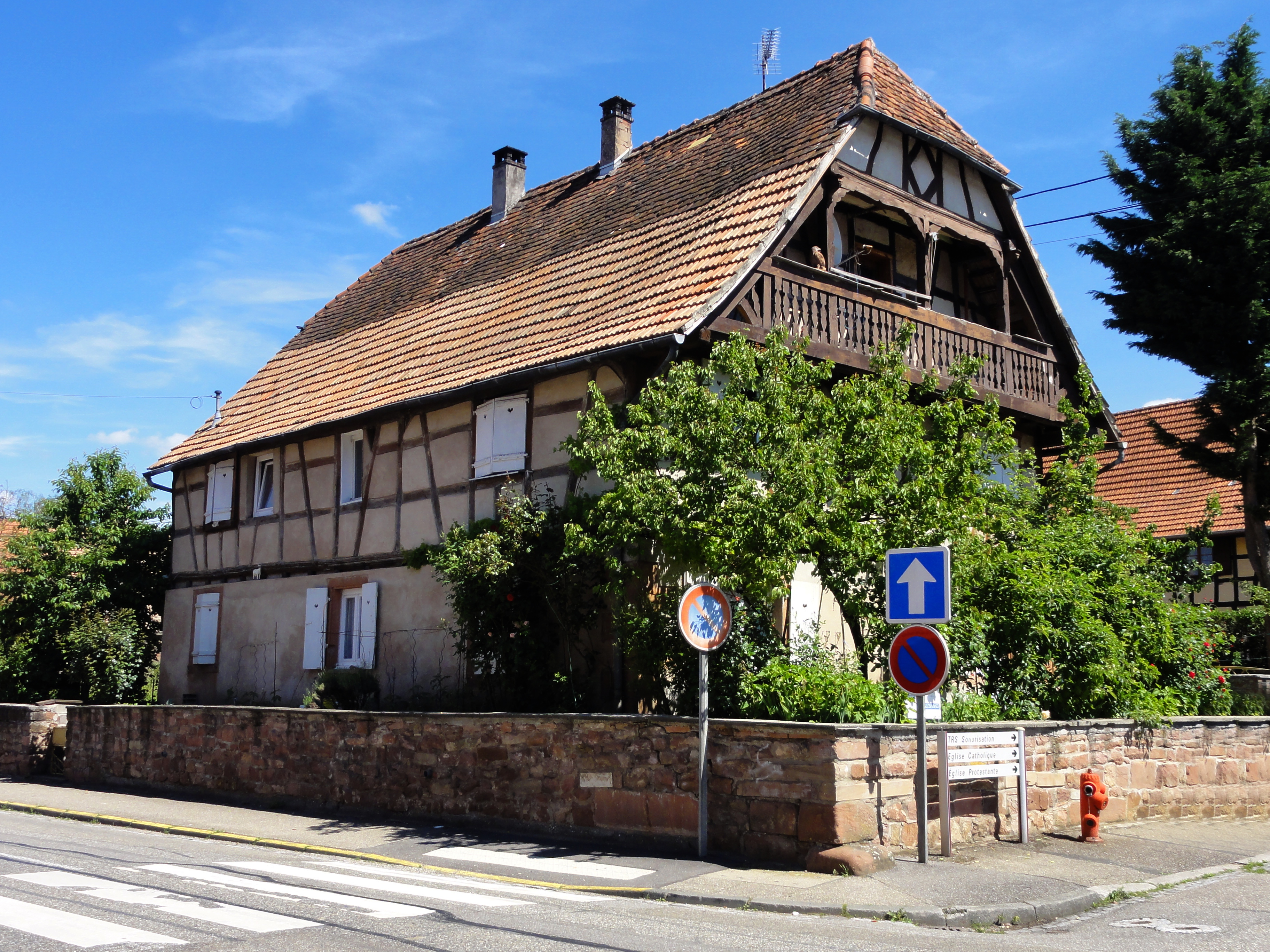
Loggias.

Patrimoine religieux :
- Église catholique Saint-Jacques-le-Majeur, construite en 1908 après la suppression du principe du simultanéum[119] qui se déroulait dans l'actuelle église protestante[120],[121].

Grand orgue de l'église paroissiale Saint-Jacques-le-Majeur, de 1860, de Joseph Stiehr,.
Presbytère de catholiques, 8 rue de la Paix.
- Église paroissiale Saint-Wendelin d'Eberbach[125],

Orgue Louis Blessing, 1958,.
- Église Saint-Vit de Griesbach[128],

Orgue,.
- Église luthérienne de Gundershoffen[131].

Le temple luthérien.
Orgue de Gebrüder Link de l'église protestante,
Croix de mission Heiland, 1874, près de l'église protestante.
Presbytère de protestants, 4 rue des Tuiles.
- Ancienne synagogue transformée en dispensaire, puis en logements[137],[138].

Le cimetière juif de Gundershoffen,.
- Ferme de mennonites[141], et près du moulin à farine, l'ancien oratoire de l'église méthodiste, au Ingelshof.
- Croix monumentale : Christ en croix et sainte Madeleine, ferme de mennonites[142].
- Monuments commémoratifs[143] :

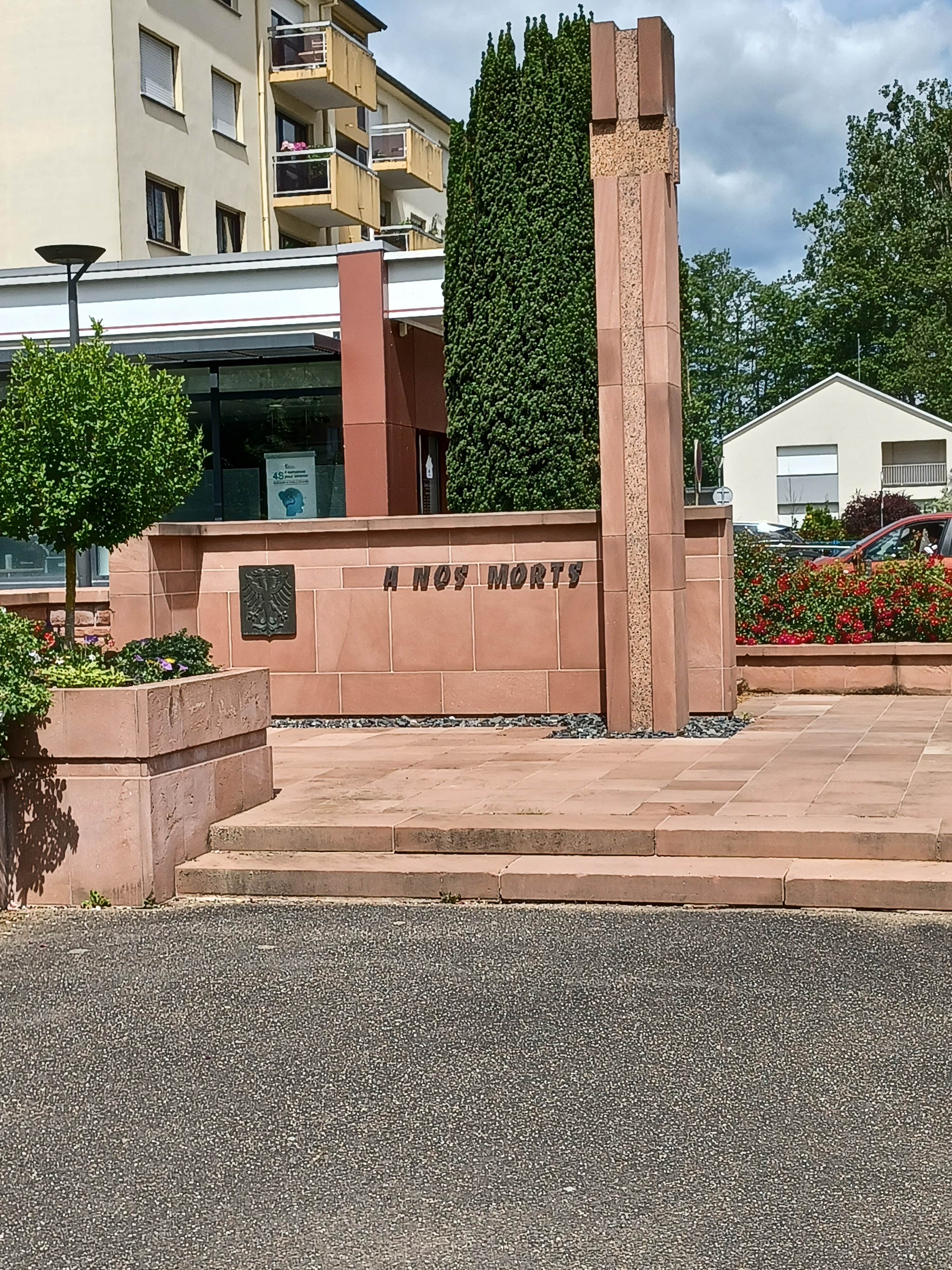
Monument "A nos morts" rue du maire Spiess.
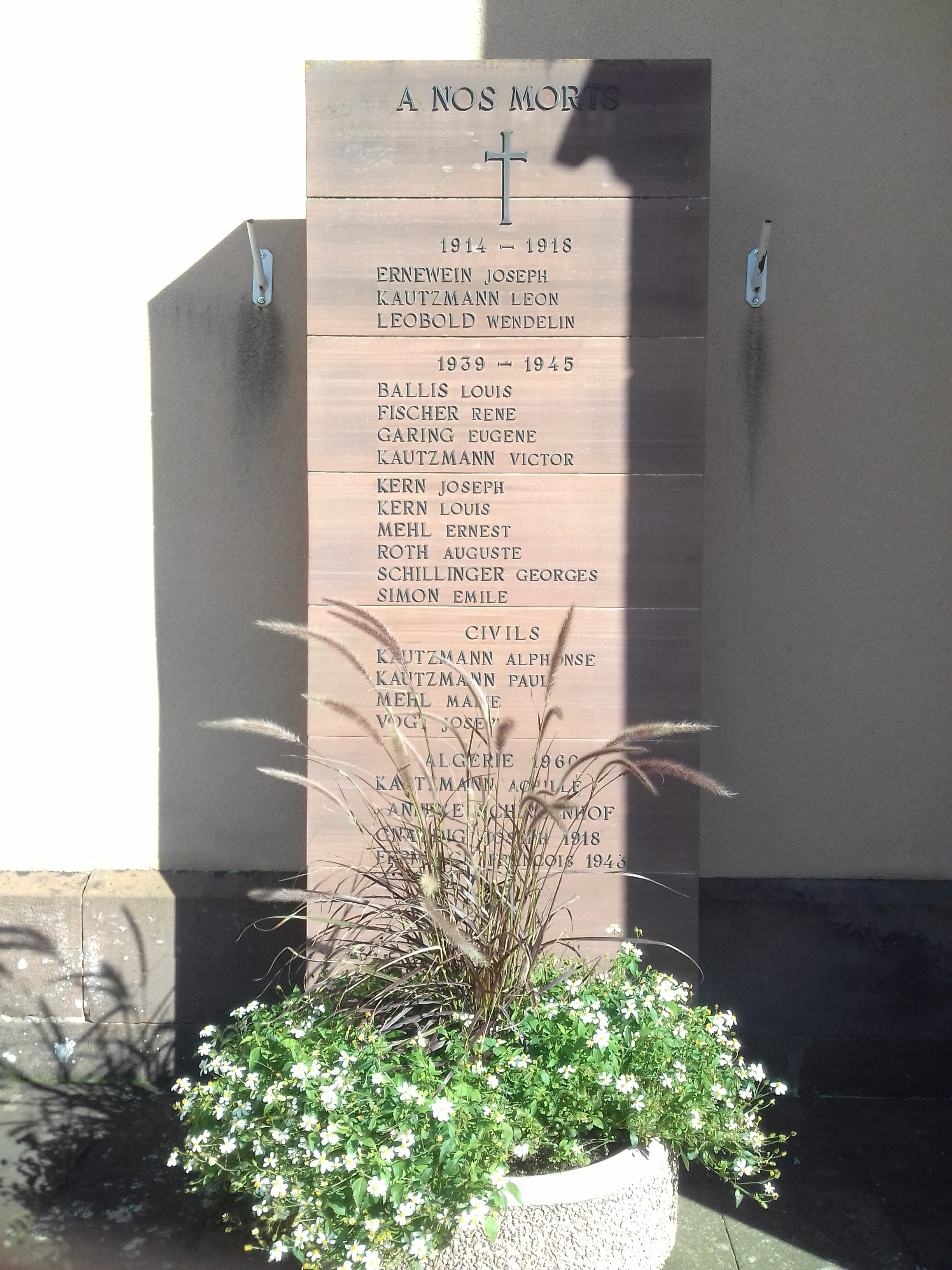
Monument aux morts 14-18 et 39-45 d'Eberbach-Wœrth.
Représentation du combat mené le 25 juillet 1870 à Schirlenhof.
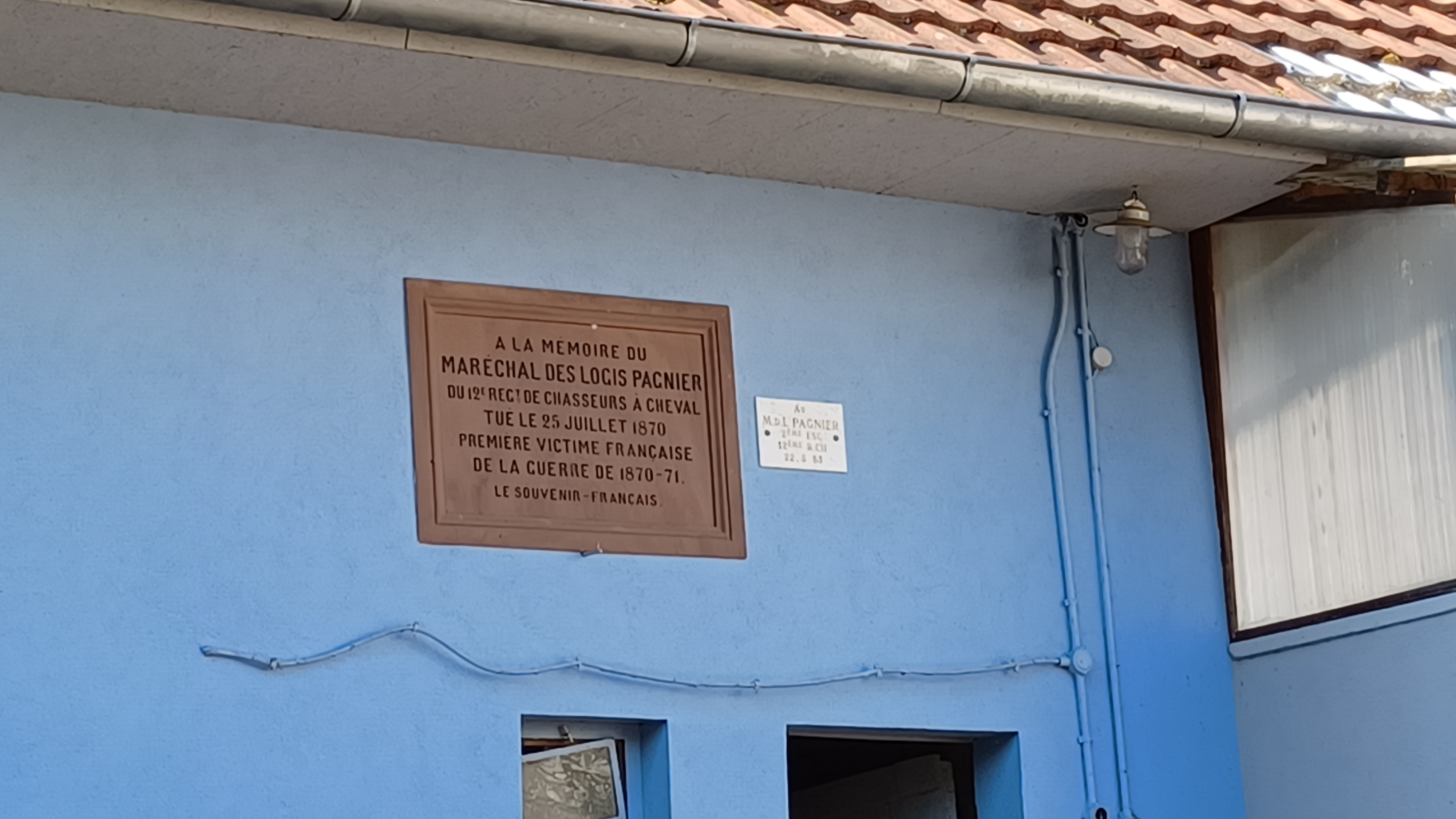
Plaque commémorative Maréchal des logis Claude Ferréol Pagnier, premier mort de la Guerre de 1870.
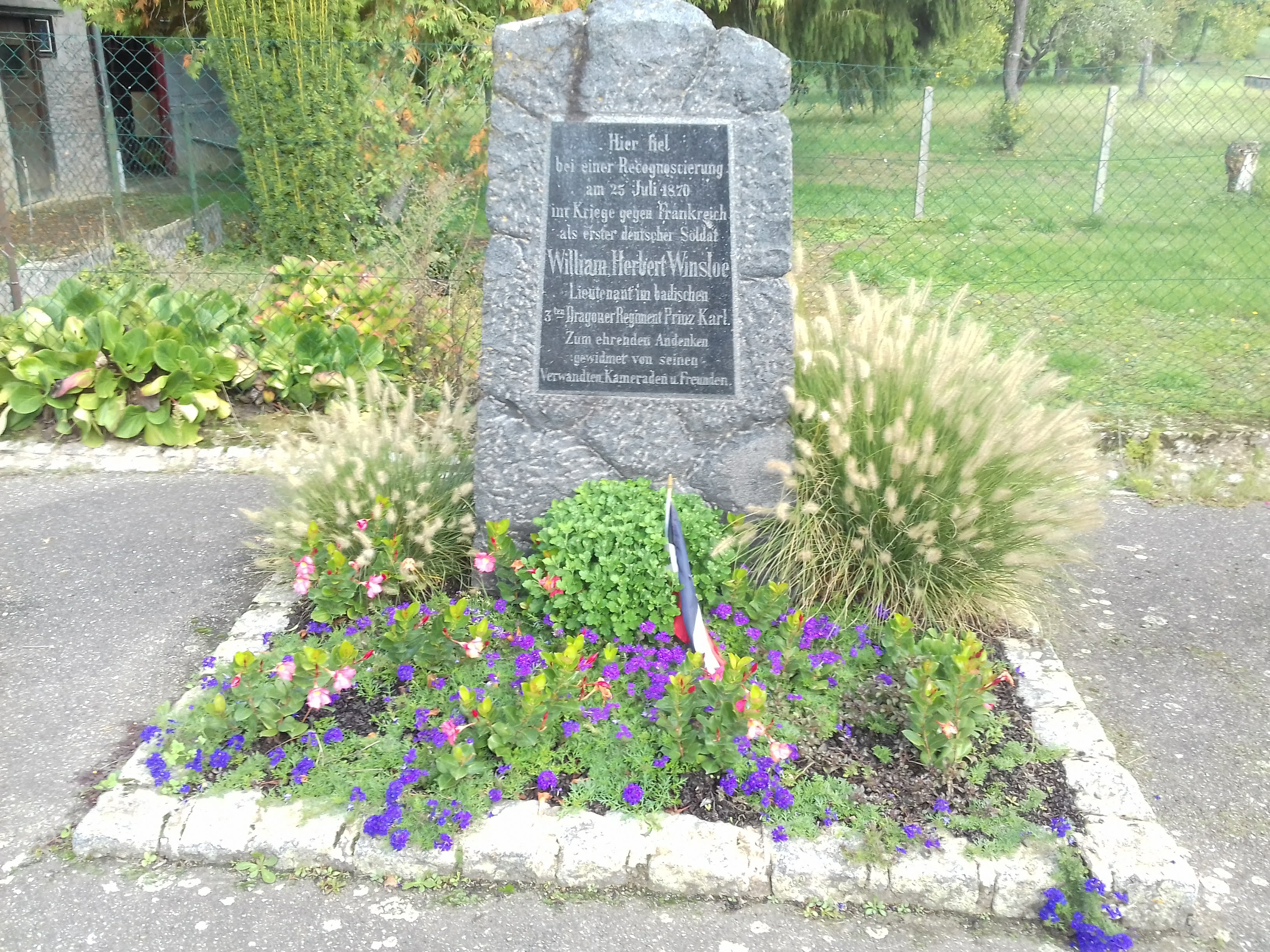
Monument à la mémoire du sous-lieutenant William Herbert Winsloe.

Monument "A nos morts" rue du maire Spiess.
Monument à la mémoire du sous-lieutenant William Herbert Winsloe,.
Tombe du 06 août 1870 à Eberbach du Capitaine Malraison, 6e régiment de lanciers.
Stèle à la mémoire des soldats allemands du 2e régiment de hussards de Hesse, marquée " Dem 2. hessischen Husaren Regiment Nr. 14",.
Stèle de la première victime allemande. Hameau de Schirlenhof, rue principale, en face de la maison no 12.
Au cimetière de Niederbronn-les-Bains, tombe du maréchal des logis Claude Ferréol Pagnier (mort lors d'un engagement contre une patrouille de reconnaissance badoise à Schirlenhof sur la commune de Gundershoffen). Une plaque au 26 rue Principale, au hameau de Schirlenhof, témoigne de l'évènement.
Tombes du cimetière.
Cimetière de catholiques et de protestants.
- Croix et calvaires :

Croix monumentale : Christ en croix et sainte Madeleine, ferme des Mennonites.
Croix monumentale.
Croix de mission Heiland, de 1874, dans le carré à proximité de l'église St-Jacques-le-Majeur.
Autres éléments patrimoniaux :

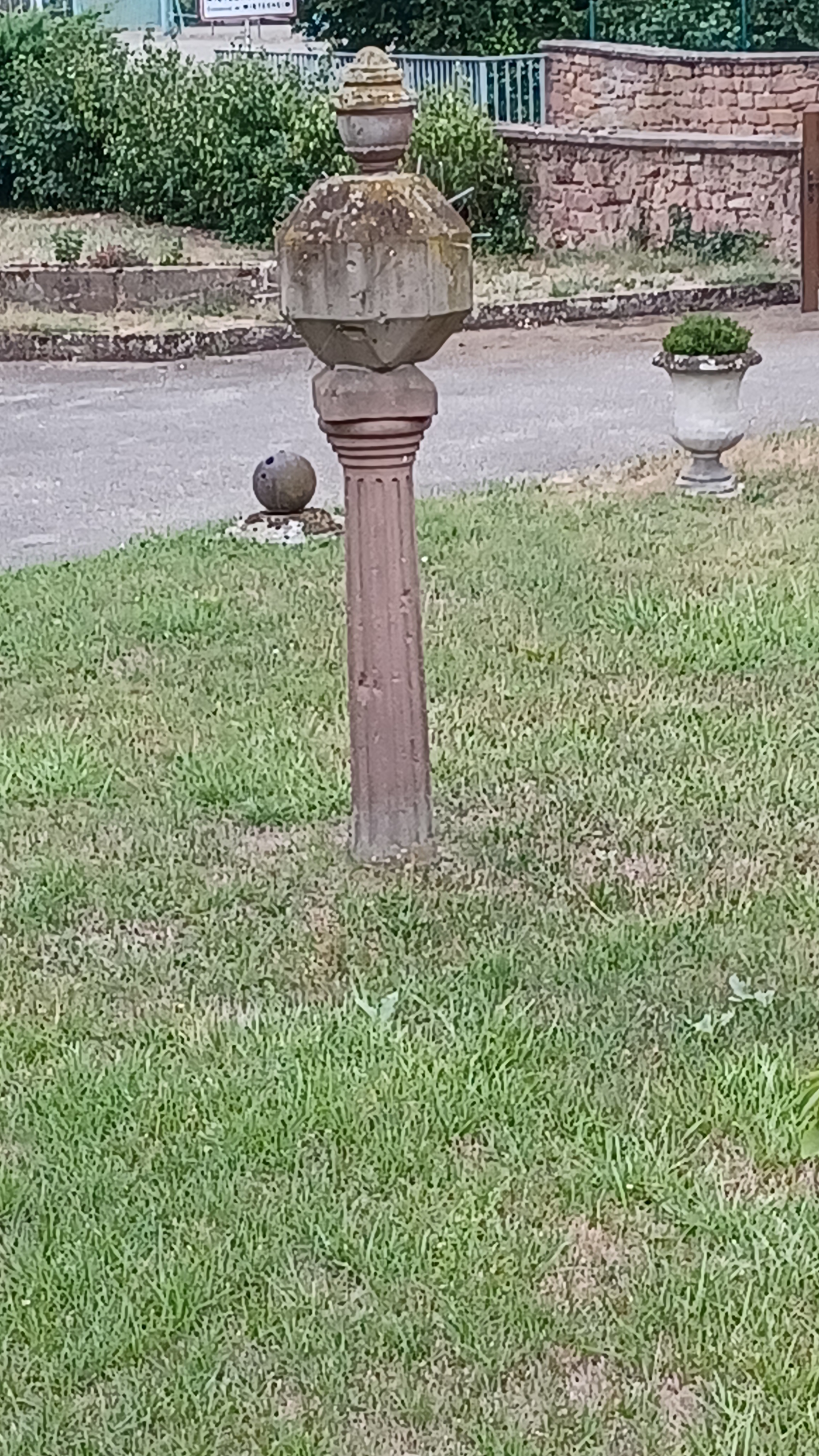
horloge solaire.
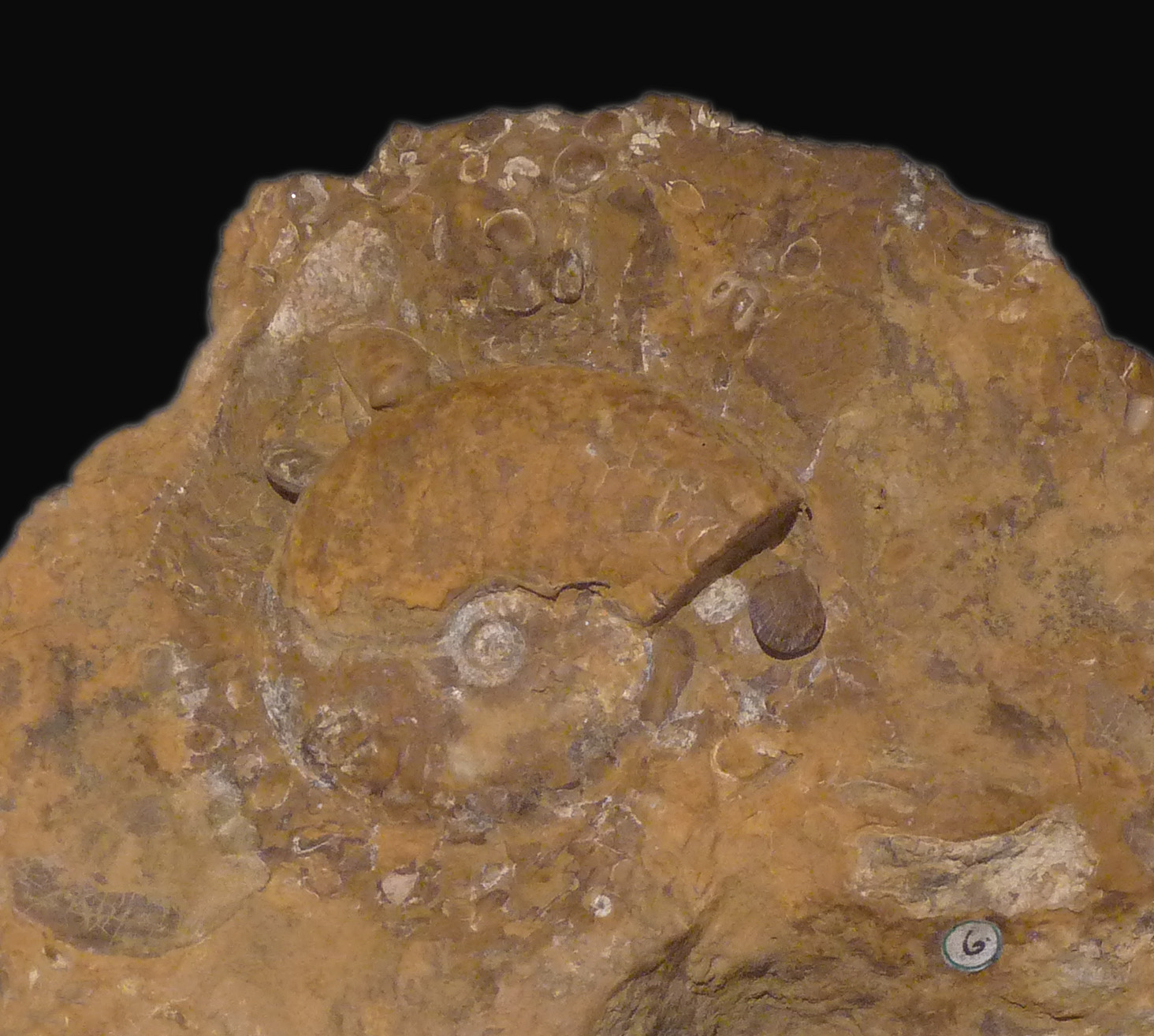
Leioceras opalinum.
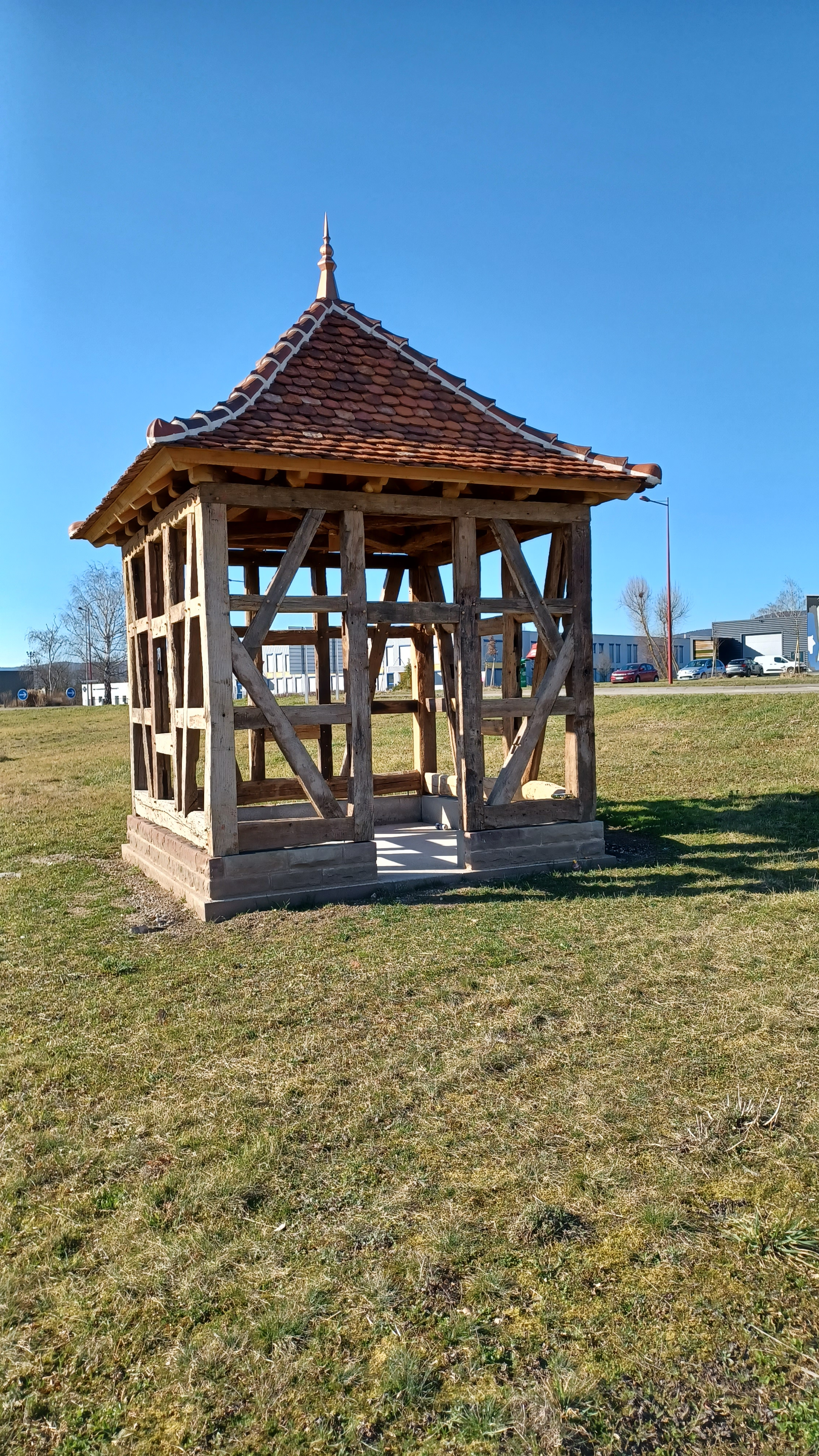
Maison vigneronne.
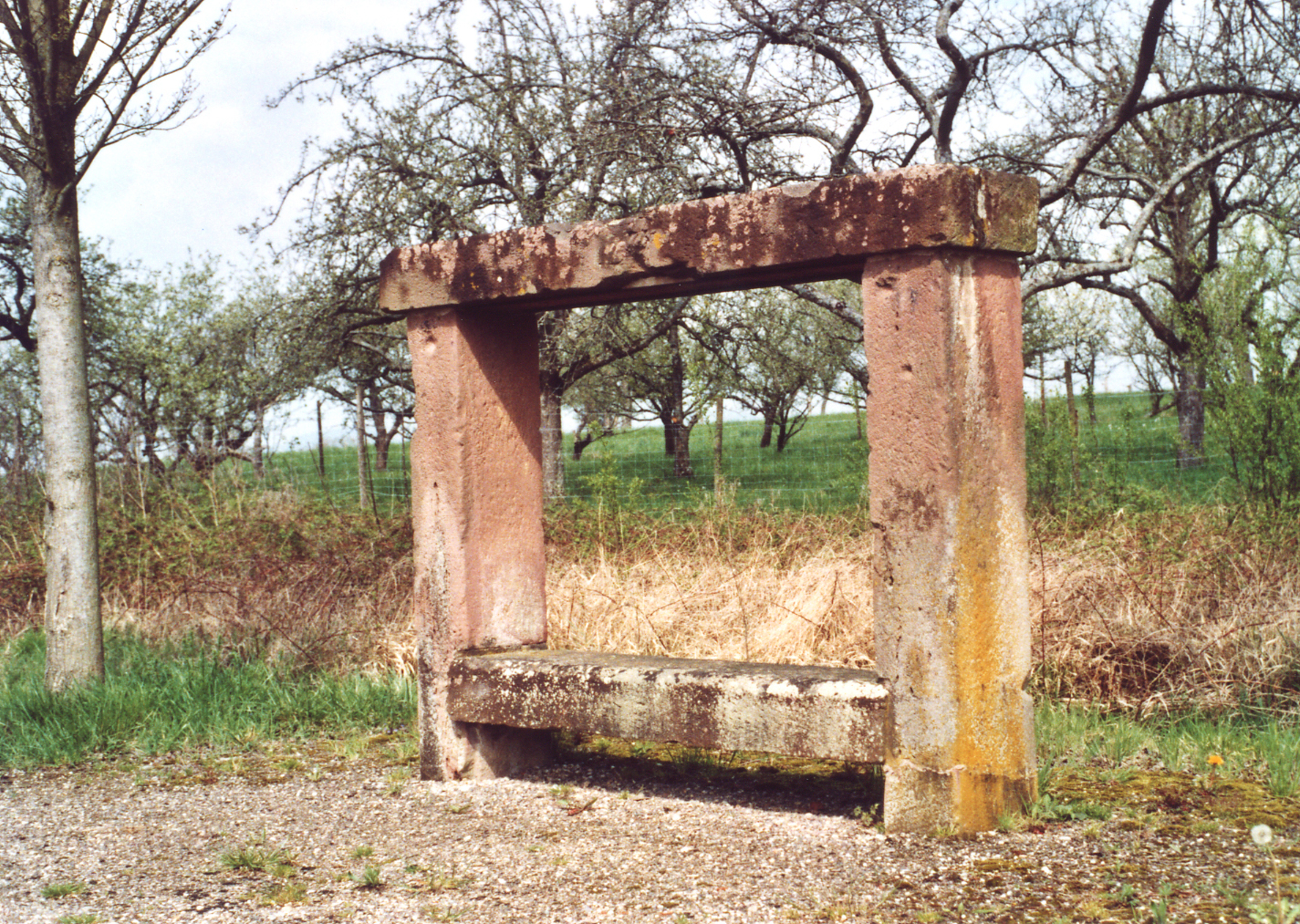
Banc-reposoir.

- Maison dite Zeppelin (ancienne auberge de Schirlenhof)[156].
- Moulin à farine dit Moulin Supérieur, scierie[157].
- Moulin à farine dit Moulin Inférieur[158].
- Cadran solaire de jardin (cadran T)[159].
- L'horloge solaire à 24 cadrans au hameau du Moulin de Griesbach[160],[161],[162].
- Leioceras opalinum au Musée d'histoire naturelle et d'ethnographie de Colmar,
- Borne (Borne L)[163].
- Maison vigneronne à colombage, construire au XVIIIe siècle pour entreposer le matériel technique des vignerons. Elle a été restaurée puis déplacée à proximité du rond-point de la RD 1062 et de la ZA de la Hardt.
- Banc-reposoir Griesbach. Banc d'origine d'Eugénie de Montijo[164],[165], Impératrice du Second Empire en D 250 au nord-est de Griesbach.

## Économie

### Entreprises et commerces

#### Agriculture
- Culture et élevage,
- Union des Aviculteurs du Bas-Rhin, Groupement Niederbronn : Gundeshoffen[166],
- Haras du Lerchenberg, élevage et ventes de chevaux CSO (Concours de saut d'obstacles)[167],
- Ferme Meyer. Volailles et foie gras, ovins[168],
- Ancien moulin à farine dit Moulin Supérieur, scierie réaménagé en logements[157],[169].
- Ancien moulin à farine dit Moulin Inférieur, aujourd'hui Hôtel du moulin et restaurant jardin du Moulin[170],

#### Tourisme

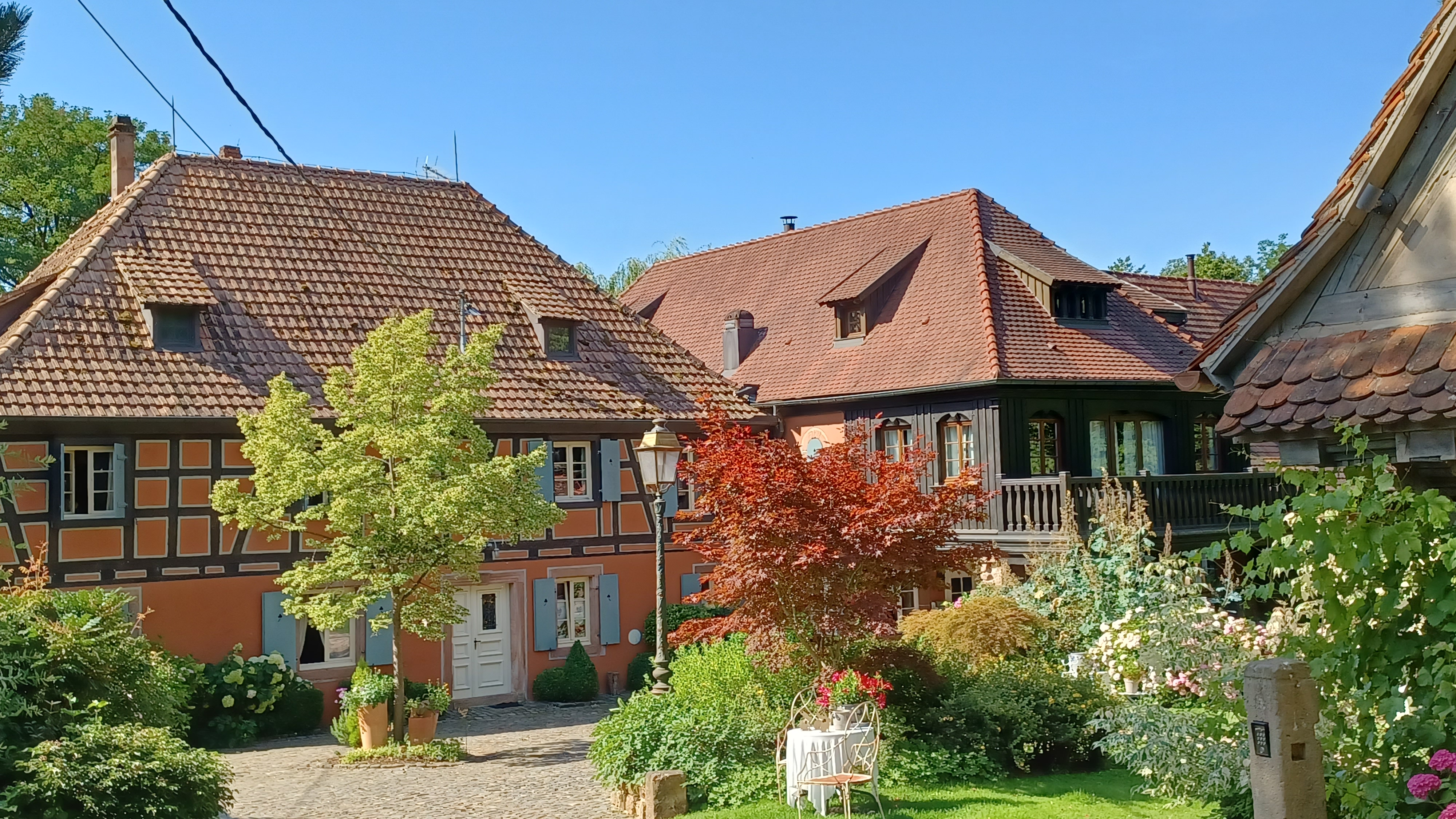
"Hôtel Le Moulin" et restaurant "Jardins du Moulin".

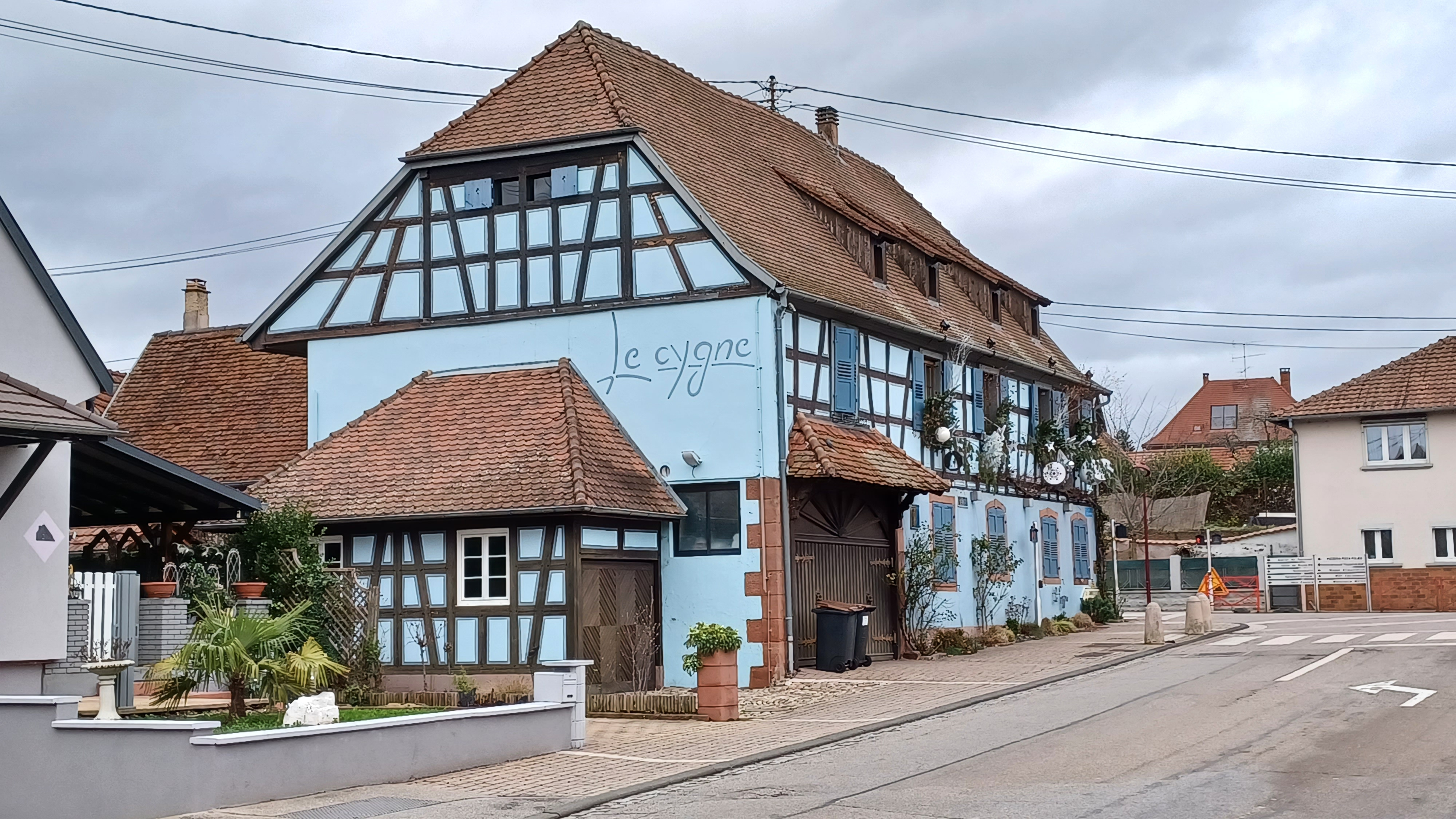
"Restaurant Le Cygne".

- Une partie du GR 53 traverse le Parc naturel régional des Vosges du Nord.
- Distinction « Commune nature »[171] le 23 novembre 2021, par la Région Grand Est et l’Agence de l’eau Rhin-Meuse[172] avec 3 libellules.
- Label « Villes et villages fleuris » en 2021, avec 2 fleurs[22].
- Gîtes ruraux.
- Chambres-d'hôtes.
- Hôtels-restaurants :

Hôtel et restaurant Le Moulin 4*. Ancien moulin (XVIIIe et XIXe siècles) entièrement réaménagé, actuellement "Restaurant Les Jardins du Moulin",,, et "Hôtel Le Moulin".
Restaurant Le Cygne,,,
Restaurant Le Soufflet.
- L'Alsace Verte[181],[182].

#### Commerces et services

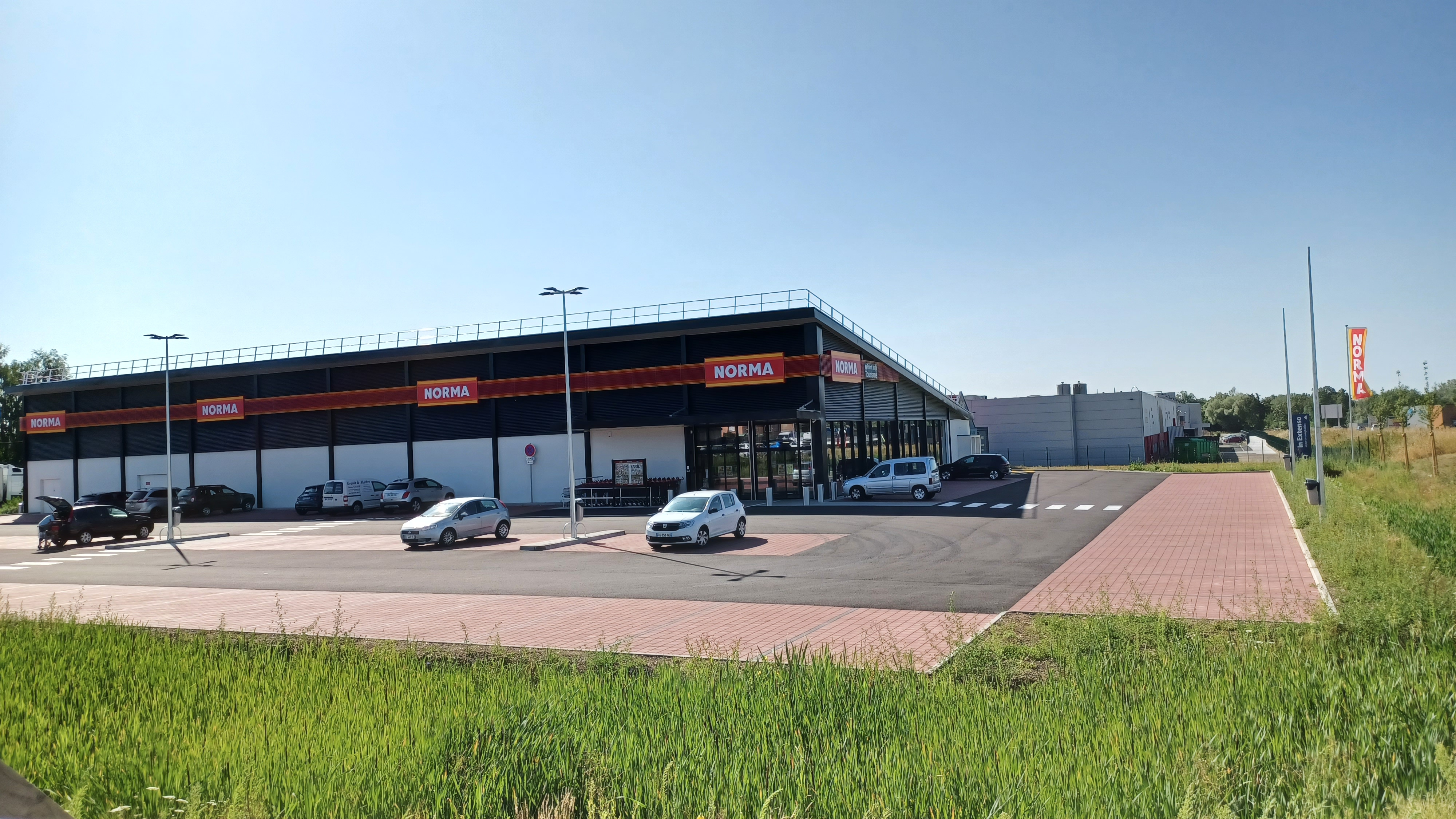
Norma.
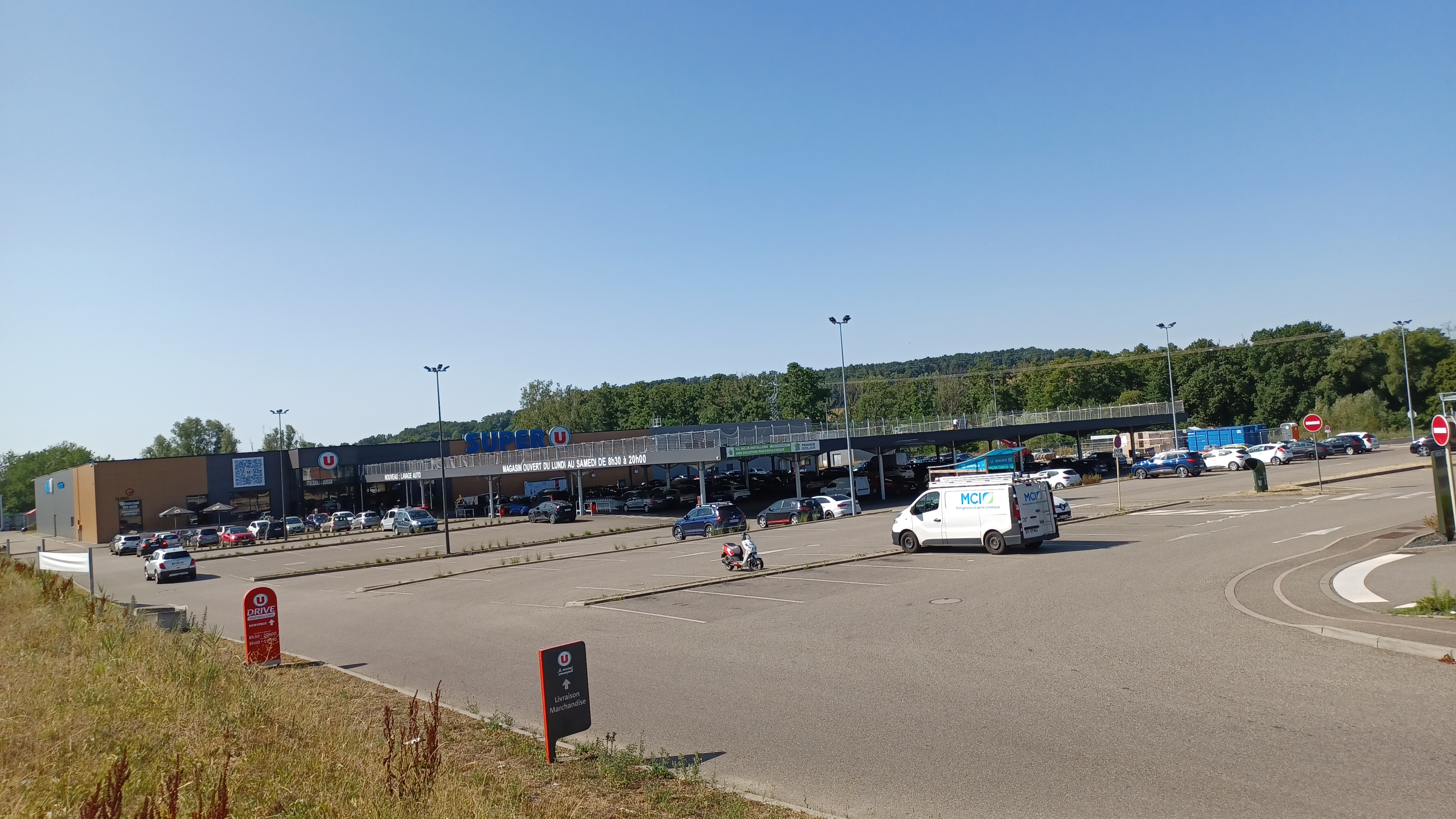
Super U
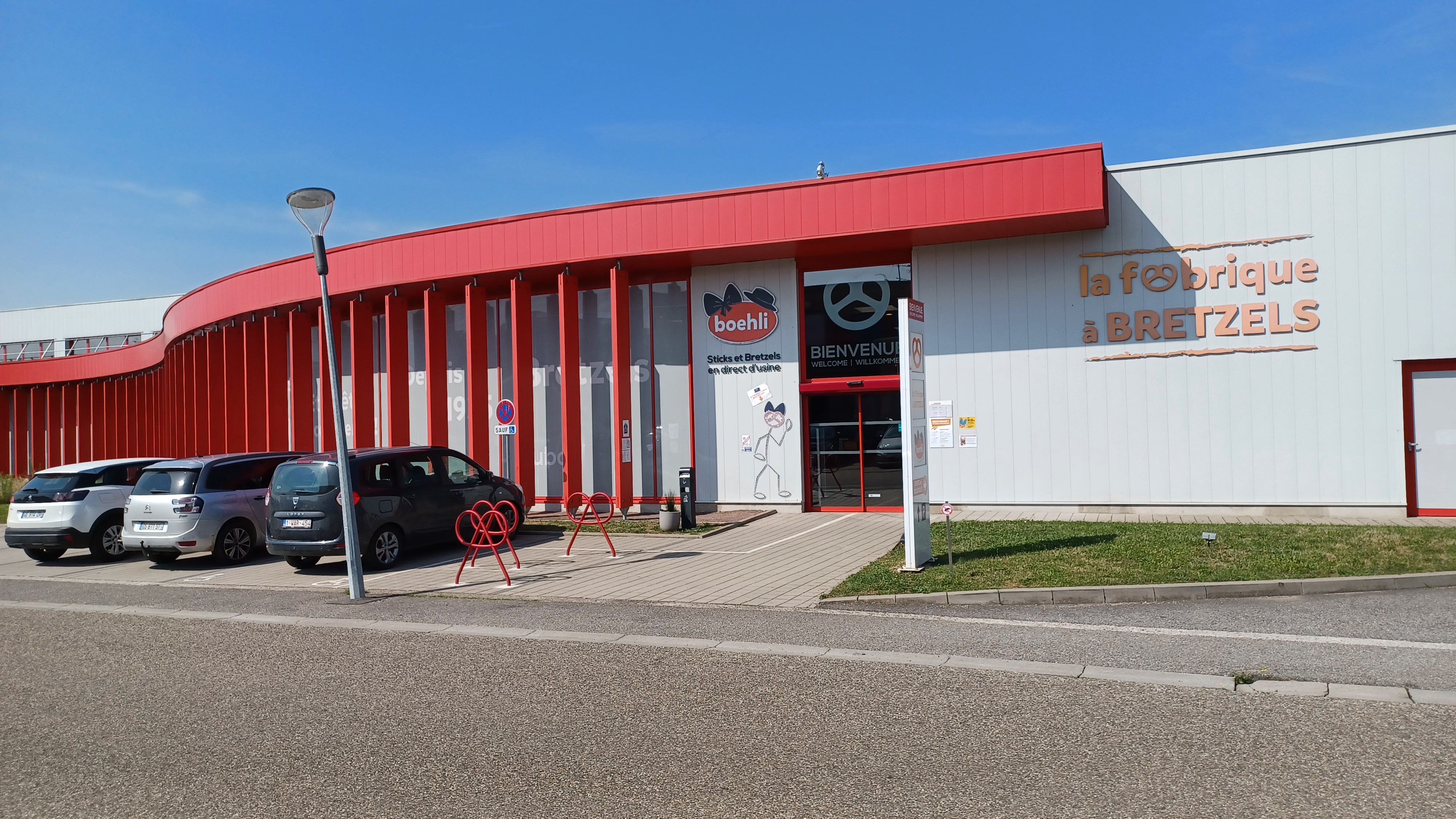
Fabrique à Bretzel.
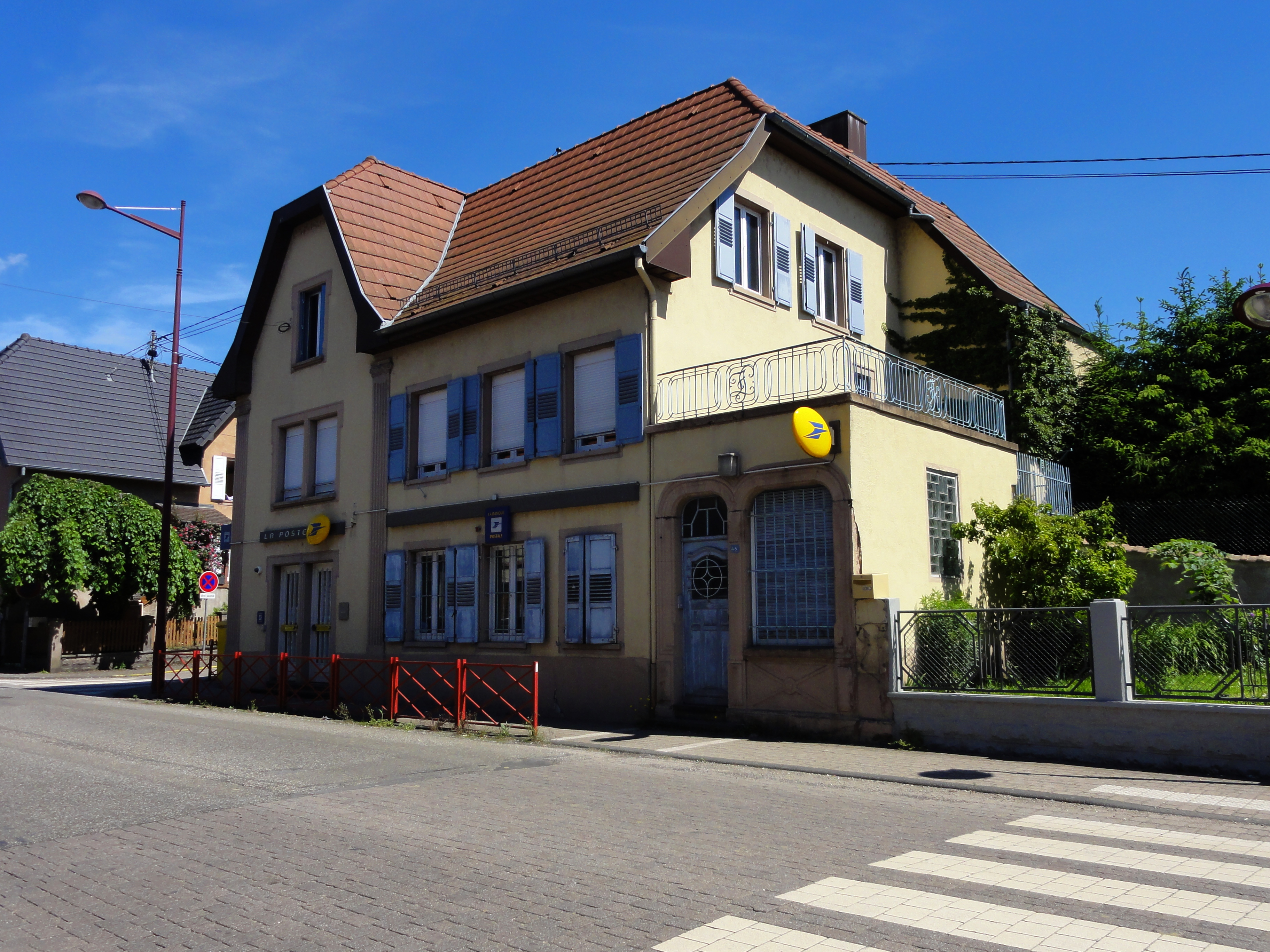
La Poste.

- Commerces et services de proximité[183],[184].
- Banque Crédit Mutuel[185].
- La Poste[186].
- Super U[187].
- Norma[188].
- Menuiseries Tryba[189].
- Ancienne usine à papier héliographique Alfred Bertsch[190].
- Société ACEA, Applications et Constructions Electroniques d’Alsace (domaines de l'électronique industrielle), entreprise récompensée par le trophée "Développement Export Exemplaire[191] le 12 juin 2023, lors de la 26eème édition des Trophées Alsace Export 2023.
- La fabrique Bretzel BOEHLI[192],[193],[194].
- Section des Sapeurs pompiers volontaires[195].
- Le Centre communal d'action sociale (CCAS).

## Personnalités liées à la commune
- Claude Ferréol Pagnier, né le 6 octobre 1828 à Petite-Chaux et mort le 25 juillet 1870 au hameau de Schirlenhof sur la commune de Gundershoffen. Il est le premier militaire français « officiellement » tué au combat au début de la guerre franco-allemande de 1870. Pour mémoire, c'est en effet le 25 juillet 1870 que tombera au cours d'une reconnaissance le maréchal-des-logis Pagnier du 12e régiment de chasseurs à cheval[196].

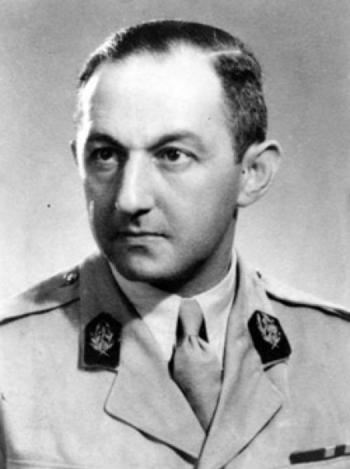
Alfred Reilinger.

- Ferdinand von Zeppelin. Lors des affrontements, le 25 juillet 1870, son équipe de sabotage est surprise par des soldats français à Schirlendorf. Le comte fuyant par la cuisine, puis, avec un cheval, parvient, à regagner la frontière allemande au niveau du village de Hirschthal. Un arbre, le Zeppelinbuche, est planté à cet endroit en commémoration. Il poursuit ensuite son voyage jusqu'à Nothweiler, où son cheval s'abreuve à la fontaine qui porte depuis son nom[197].
- Alfred Reilinger (1900-1968), médecin militaire, Compagnon de la Libération, né dans la commune. Le 22 avril 1945, le général de Gaulle lui remet personnellement la Croix de la Libération[198].
- Robert Dreyfuss, né le 23 avril 1900 à Gundershoffen, Unité forces françaises de l'intérieur (FFI), mort pour la France le 21 juin 1944 à Pressignac (Dordogne)[199].
- Paul Fussell Jr., historien littéraire américain, auteur et professeur d'université, soldat américain ayant participé à la libération des communes de Engwiller, Gumbrechtshoffen et Gundershoffen[200],[201].
- Sportifs :
  - Joël Heinrich, boxeur professionnel poids lourds[202],
  - Patrick Wehner (Podiums), ski nautique et le barefoot,
  - Pierre Jung, attelage de compétition,
  - Cavaliers du haras du Lerchenberg :

Jean-Michel Gaspard,
Fanny Widmann,
Lara Tryba, cavalière,
- Philippe Frey, ancien vice-président de la Société d'aviculture de Gundershoffen, Chevalier dans l'Ordre du Mérite agricole, promotion du 1er janvier 2012,
- Personnalités nées à Gundershoffen, titulaires de la Légion d'honneur[206] : Antoine Fernach, Jean Pierre Fischbach, Jean Pierre Fischer, Julien Kauffmann, Joseph Alfred Reilinger, Charles Strauss.
- Curés :

Sources : Recherches documentaires et historiques. Les Curés de 1685 à 1923, sur https://fan-genealogie.org/
Antoine Siffert, curé à Sarre-Union, puis à Eywiller, Gundershoffen 1847 à 1855, Allenwiller, Morschwiller, Griesheim, Schoenau.
- Curés et pasteurs ayant officié et officiant à Gundershoffen :

Au nombre des membres du clergé réfractaire, ou d'Insermentés il y a eu le curé de Gundeshoffen : Sébastien Krummeich qui a exercé son ministère à Gundershoffen de 1788 à 1798.
Gundershoffen, Eberbach, Griesbach et ses hameaux. Le temps passe... les souvenirs restent, Éditions Carré Blanc. Collection Mémoires de vie, p. 67.
- Johann Christmann Diemer, originaire de Gundershoffen, (de) Missionnaire protestant en Inde.
- Edgar Mahler, artiste peinte humaniste, qui a signé certains décors de l'hôtel-restaurant Le Moulin[208].

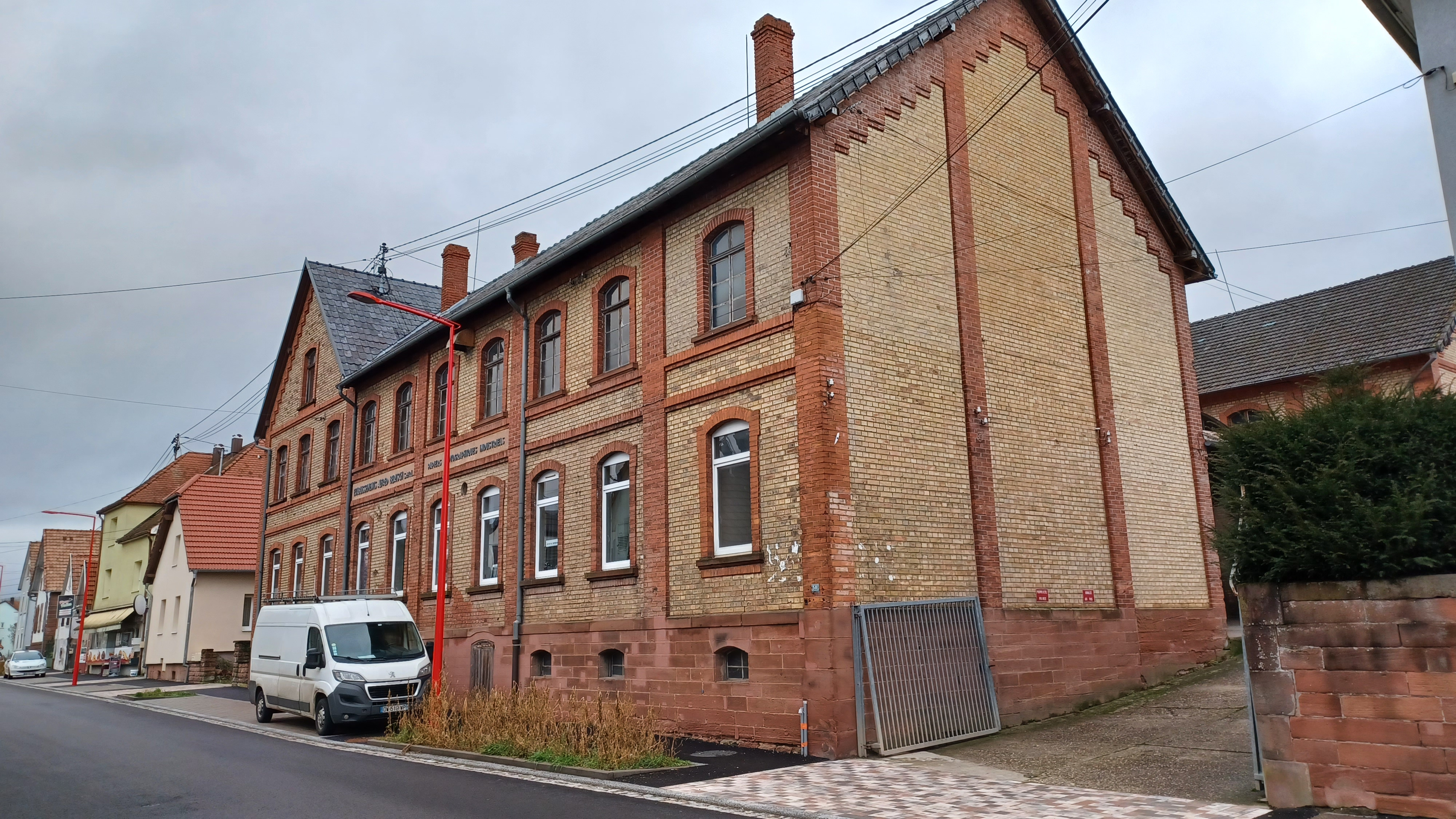
Ancienne usine à papier héliographique Alfred Bertsch.

- Alfred Bertsch Fondateur de l'ancienne usine de production de papier[209] héliographique.

Ancienne usine à Papier Héliographique, fondée en 1880 et construite en 1884. Elle a été exploitée jusqu'en 1972. Dans cette usine il a exploité un brevet permettant de reproduire des documents grâce à l'action du soleil (papier héliographique).